# Budapest Honvéd FC
A Budapest Honvéd FC Magyarország egyik legismertebb labdarúgócsapata Budapest XIX. kerületéből. A kispesti klub jelenleg a magyar labdarúgó-bajnokság második osztályában szerepel. Az egyesületet 1909-ben Kispesti AC néven hozták létre, majd 1926-ban a Kispest FC nevet vette fel, és 1944-ben egy rövid ideig másodszor is az alapításkori nevét használta. A csapat több mint egy évszázados története során 1916-tól kezdődött az első osztályú menetelés, melyet 2003-ban egy idényre másodosztályú szereplés szakított meg.

A klub életében azonban a sikerek voltak meghatározóak, és ezek közül két aranykorszak is kiemelkedik. Az első az 1950-es években volt, amikor a gárdának Budapesti Honvéd SE volt a neve, és a korra jellemzően a háttértámogatást az első számú katonacsapatnak a Honvédelmi Minisztérium biztosította. A „Nagy-Honvéd”-nak nevezett klub a legjobb labdarúgókat ebben a korszakban tudhatta magáénak: Puskás Ferenc, Kocsis Sándor, Bozsik József és Czibor Zoltán az Aranycsapat gerincét is képezték. Nekik nagy szerepük volt abban, hogy a csapat az 1950-es években négyszer nyert magyar labdarúgó-bajnokságot. Az 1980-as és 1990-es évek elején volt a klub második aranykorszaka, amikor nyolc bajnokságot nyert. Ez időben külön meg kell említeni a csapat korábbi játékosát, majd edzőjét, Tichy Lajost, akinek oroszlánrésze volt a sikerek elérésében. A nemzeti tizenegy gerince ekkor megint a Honvédra épült, és a csapatnyi kiváló képességű válogatott játékos közül kiemelkedett a világválogatottságig jutó Détári Lajos.
A rendszerváltás után megváltozott az állami támogatás rendszere, és ez gyökeres változást követelt az anyaegyesülettől. Ennek látványos következménye volt, hogy 1991-ben a labdarúgó-szakosztály Kispest-Honvéd FC néven különvált a többitől, majd 2003-ban felvette a jelenleg is használt nevét.
Összességében az eddigi történelme során tizennégy alkalommal nyert magyar bajnoki címet, tizenkétszer volt ezüstérmes és hat alkalommal bronzérmes. A Magyar Kupát nyolcszor nyerte el, a magyar labdarúgó-szuperkupa döntőjében háromszor játszhatott, de eddig ott győzni még nem tudott. A legnagyobb nemzetközi sikerét 1959-ben érte el, amikor megnyerte a Mitropa kupát. A magyar labdarúgó csapatok élvonalbeli mérkőzései alapján számított eredményességi listán az előkelő 3. helyet tudhatja magáénak. A 2016–2017-es szezonban bajnokságot nyert a klub, 1993 óta, 24 év elteltével aranyérmet nyerve az NB I-ben.
A csapat hivatalos mezszíne 1991 óta a piros-fekete, visszatérve a Kispest elnevezés idején használt színekhez, amelyek az 1949–1991 között használt piros-fehéret váltották le. A klubcímer 2020 augusztusában szurkolói kérésre változott. A klub egy kicsit modernizálva hozta vissza a korábbi Kispest-Honvéd FC pajzs alakú, két oroszlános, Kispest feliratos címerét.

## Történet

### Kezdeti nehéz idők
Már 1904 elején felbukkant egy-egy kezdeményezés Kispesten a labdarúgás meghonosítására. A Kispesti Sport Club néven megalakult sportegyesület diákokból álló csapatát benevezték az Ifjúsági Labdarúgó Szövetségnél, ennél többet azonban nem tudni a klub sorsáról. Egy lelkes tanár dr. Varga Bálint kezdeményezésére az Éder vendéglőben alakította meg társaival a Kispesti Athletikai Clubot 1908. augusztus 10-én. Az atlétika, torna és a vívás mellett kisebb vita után a labdarúgást is felvették a sportágak közé. Az elnök dr. Varga Bálint, a klub intézője Bede István a vívók és Mayer Béla a labdarúgók részéről lett. Az alapszabályt azonban a tagok nem fogadták el, Varga Bálint megsértődött és lemondott. Az egyesület ügyeit egy évig Bede István intézte, aki elsősorban a teremsportokat favorizálta. A vita egyre élesedett a két párt között, ráadásul az anyagi nehézségek is gyötörték a klubot. Ennek enyhítésére 1909. február 1-jén KAC-bált rendeztek, melynek bevételének (100 korona) elosztása újabb vitát kavart. 1909 tavaszán beindult a labdarúgóélet a Katona réten (a Fő u. és a Batthyány u. közötti grund). Az első nem hivatalos mérkőzések Erzsébetfalva, Lőrinc, Rákosliget és Rákoscsaba csapatai ellen voltak. A két párt közötti ellentéteket a két mecénás, Schmoch Károly és Szűcs László próbálta elsimítani, nem sok sikerrel. 1909 júliusában a felbomlás veszélye fenyegette a KAC-ot. A sok belső vita miatt elhagyta az egyesületet Szűcs László alelnök és Krausz Jenő, a labdarúgó szakosztály vezetője is. 1909. augusztus 3-án, majdnem egy évvel az első kezdeményezés után a tisztújító választmányi gyűlésen végleg megalakult a Kispesti Atlétikai Club nyolc szakosztállyal (atlétika, birkózás, kerékpár, ökölvívás, tenisz, torna, vívás és labdarúgás). A közgyűlésen a régi emberek kerültek a vezetőségbe, az elnöki hely pedig betöltetlen maradt.
A KAC első vezetősége így állt fel:
- Alelnökök: Schmoch Károly és Krausz Jenő
- Titkár: Tihanyi Jenő
- Pénztáros: Hartman Simon
- Ellenőrök: Mayer Béla és Reiner Sándor
- Jegyző: Kurserka Ferenc
- Szertáros: Schiller Ignác
- Választmányi tagok: Ács Ödön, Kollarik Győző, Müller József, Pintér Sándor, Ries Béla, Steinhauser Károly, Steinhauser Vilmos, Tárnok Ferenc, Taigiszer Jenő, Tordy Nándor

### Jó folytatás
1909. december 10-én az MLSZ felvette tagjai közé a KAC-ot. Az első barátságos mérkőzést a Magyar AC tartalék ellen játszotta a Kispest, melyet 5:0-ra elvesztett. Az MLSZ a csapatot a Pestvidéki Bajnokságba sorolta be, amely 1909. szeptember közepén indult és kétfordulós volt. Ez volt a Kispest első hivatalos bajnoksága. Az első mérkőzés győzelemmel végződött... 1909. szeptember 19-én Monoron 3:1-re nyert a csapat. A következő mérkőzést, Pesterzsébeten, a későbbi bajnok Erzsébetfalvi TC nyerte 4:1-re.
1910 őszén az MLSZ létre hozta a IV. osztályú bajnokságot. Miután Kispestet a budapesti kerülethez csatolták, benevezett a bajnokságba. A nevezés késve érkezett, mivel a Kispest addig a vidékhez tartozott. A KAC nem tehetett a késésről és a többi egyesület sem ellenezte az indulását, így a Labdarúgó-szövetség elfogadta a jelentkezést. Az 1910–11. évi bajnokságban meglepetésre a 2. helyen végzett, a Budapesti Testgyakorlók Köre mögött.

### Komoly változások és az első bajnoki cím
Az 1911-es év komoly változásokat hozott az egyesület életében. Kispest egyik leggazdagabb polgára, Csimár Károly építész lett a KAC elnöke és rögtön 1000 koronát adományozott a klubnak. Ez akkoriban rendkívüli segítség volt a szegény KAC számára. Az 1911–12. évi III. osztályú bajnokságban a 8. helyen végzett a Kispest. Ebben az évben játszotta első nemzetközi mérkőzését Brünnben, melyet 2:1-re megnyert az FC Brünn ellen.
1913-ban ünnepelte a csapat az első bajnoki címét a III. osztályban. Ugyanebben az évben került átadásra az egyesület saját pályája a Sárkány utcában, melyet az ellenfelek stílszerűen később "sárkánybarlangnak" neveztek el.
Az 1913–14-es bajnoki évben a labdarúgás népszerűségének nagymérvű növekedése, a sportág rohamos térhódítása a budapesti egyesületek létszámát 55-ről 71-re gyarapította. Ezért az MLSZ kénytelen volt átszervezni a bajnokságot. Az MLSZ - a sok bevonulás, és nem utolsósorban az egyesületek között is kitört kisebbfajta háborúskodások miatt is - kénytelen volt a bajnokságokat ideiglenesen szüneteltetni és a különböző díjmérkőzések megrendezését és lebonyolítását az egyesületekre bízta. Az MTK vezette tábor (az igazságpártiak) a Hungária-serlegért játszott, az FTC köré tömörült békepártiak pedig az Auguszta-serlegért. 1915 tavaszán - a két tábor megbékélése után - az egyfordulós Amatőr Liga bajnokságot írták ki, 14 résztvevővel. A Kispestnek a II. osztály következett volna, de érthetetlen módon a Pestkörnyéki Serleg bajnokságba osztotta be a szövetség, ahol a 2. helyet szerezte meg. Mivel abban az időben az MLSZ elég fejetlenül működött és állandóan átszervezte a bajnokságot, nem keltett meglepetést, hogy a következő évben úgy került a KAC az első osztályba, hogy egyetlenegyszer sem játszott a második vonalban.
1914 nyarán kitört a világháború, emiatt nem indult el a bajnokság. Helyette a legjobb csapatoknak az MLSZ kiírta az Auguszta Serleget. Az ekkor lejátszott mérkőzéseken a KAC a 4. helyet szerezte meg. A mozgósításkor a KAC teljes első csapatát elvesztette. Katonai szolgálatra vonult be Novák, Kollarik, Simon, Szabó, Kincs, Kiliti, Boldog, Jurcsó II., Schiller II., Kónya és Papek. Csak Krausz Jenő intéző óriási munkájának köszönhető, hogy a csapat nem züllött szét.
1915 őszén 4. lett a kispesti csapat.
1916. szeptember 13-án lejátszotta első NB I-es bajnoki mérkőzését a KAC Kispesten, a Sárkány utcában. Ennek eredménye:
Kispesti AC – III. Kerületi TVE 0:3

### Az NB 1-ben
1919–1920. Szenzációsan kezdett a Kispest. A 7. fordulóig 100%-os teljesítményt nyújtott a KAC. A bajnokság végén nagy meglepetésre 2. helyen végzett a gárda.
A bajnokság ezüstérmes csapata:
Varga, Saguly (Krebsz), Túri, Budai, Blasnik (Tóth), Stallmach, Boldog (Norik), Kiszely (Csontos), Jeszmás, Eisenhoffer, Jeny, Rudolf.
1921 végén kirobbant a kispesti profi per. A nagy szegénység miatt a játékosok ruhákat, cipőket és egyéb dolgokat fogadtak el, és ez bűn volt akkor. Feljelentés következtében – habár minden csapat ugyanezt cselekedte – megindult az a bizonyos profi per, amely aztán tönkretette ezt a sokra hivatott csapatot. A legjobb játékosokat eltiltották, majd a nagy egyesületek elvitték őket. Így került el többek között Kispestről Csontos, Jeszmás, Jeny és Eisenhoffer.
Azonban – ékes példa a maiaknak – az egyesület megmutatta, hogy nem lehet eltiporni, a kispesti akarat legyőzhetetlen.
1926 decembere arany betűkkel íratik be az egyesület történelemkönyvébe. Megismételt mérkőzésen – 1:1 volt az első derbi – a kispesti fiúk 160 perces ádáz küzdelemben legyőzték a BEAC-ot 3:2-re, és elnyerték a Magyar labdarúgókupát.
Az összeállítások
| 1926. december 19. |

| Kispesti AC                        | 3 – 2 | BEAC                      |
| ---------------------------------- | ----- | ------------------------- |
| Juhász 5' Mátéffy 100' Gregor 157' | (1–1) | Grólmusz 12' Kertész 113' |

| Postás pálya, Budapest Nézőszám: 15,000 |

| Kispesti AC: |  |
|              |  |
| Balla        |  |
| Csesznák     |  |
| Grolmusz     |  |
| Mádi         |  |
| Gregor       |  |
| Marton       |  |
| Borsos       |  |
| Juhász       |  |
| Jurácska     |  |
| Heckl        |  |
| Mátéffy      |  |
| Cserék:      |  |
| Vezetőedző:  |  |
| ?            |  |

| BEAC:       |  |
|             |  |
| Fábián      |  |
| Horváth Dr. |  |
| Boor        |  |
| Budai       |  |
| Szántó      |  |
| Hidassy     |  |
| Kertész     |  |
| Tichy       |  |
| Potz        |  |
| Borbély     |  |
| Szüle       |  |
| Cserék:     |  |
| Vezetőedző: |  |
| ?           |  |

|  |

A kupagyőztes csapat: 
Balla, Cesznák, Grohmusz, Mádi, Gregor, Marton, Borsos, Juhász, Jurácska, Hecktl, Mátéffy. 

### Új korszak
Az 1926-os bajnoki szezon végével lezárult egy korszak a magyar labdarúgás történetében. Véget ért az amatőr, vagy inkább ál-amatőr korszak. A harmincas évek eleji gazdasági válság tovább súlyosbította a magyar labdarúgás helyzetét is, amely egyrészt újabb adókban, másrészt az ál-amatörizmus veszélyes formájában mutatkozott meg. Siettette ezt a folyamatot az a tény is, hogy a szomszédos osztrákok – Európában elsőként – már 1925 őszén bevezették a professzionizmust. Az MLSZ – tanulmányozva az osztrák labdarúgás helyzetét – kimondta: átszervezik a magyar labdarúgást és ők is bevezetik a professzionizmust. 1926 nyarán megtörtént a szétválasztás, s ezzel a magyar labdarúgás szervezetének átalakítása is. A megalakult profi egyesületek két ligába tömörültek, a többi amatőrcsapat Budapesten és vidéken a kerületi bajnokságért játszott különböző csoportokban.
1938-ban először indult a Kispest a Közép-európai Kupában. Ellenfele az Internazionale (akkori nevén Ambrosiana).
- Milánóban: AS Ambrosiana Inter - Kispest FC 4:2 (0:2)
- Budapesten: Kispest FC - AS Ambrosiana Inter 1:1 (0:1)

Bár a csapat kiesett mégis dicséret illette a helytállásért.
1940–41. A Magyar labdarúgókupa elődöntőjéig jutott a gárda.
1944-ben a Nagyváradi AC és a Gamma legyőzése után, a Szent László kupa döntőjében még a Fradi sem tudta megállítani a Kispestet. A győzelem értékét növeli, hogy az Üllői úton győzték le a zöldeket.
A kupagyőztes csapat:
Mindszenti, Olajkár I., Perjési, Bozsik, Gazdag, Zalai, Egresi, Béres, Nemes, Mészáros, Puskás. Edző: id. Puskás Ferenc.
1946–47-ben kialakul a jövő nagy Honvéd-csapatának gerince: a
Kiss Mihály – Szalay István (Sipos I), Herédi (Rákóczi) – Bozsik, Patyi, Bányai (Simonyi) – Béres (Cserjés), Budai I, Mészáros, Puskás, Babolcsay'
összeállítású csapat a 2. helyen végzett.

### Sikeres évek
1949–50. Az aranycsapat kialakulásának éve volt. A Honvéd nagy fölénnyel nyerte fennállásának első bajnokságát. Szinte ugyanazzal a tizeneggyel nyerte a bajnokságot a csapat, hiszen mindössze 15 játékos jutott szóhoz a bajnokság során. A gólkirály Puskás Öcsi lett.

| „                               | Életem egyik legboldogabb napja a mai. Edző számára nincs értékesebb ajándék, mint az, ha a csapata bajnokságot nyer. | ” |
| – nyilatkozta az idősebb Puskás | |   |

1950 ősze. A politikai változások miatt ekkor már Bp. Honvéd néven tarol a csapat (bajnoki cím, Puskás ismét gólkirály lett 25 góllal, valamint az év játékosa ki más lenne, mint Öcsi).
1951. „Csak” ezüst a bajnokságban, de a gólkirályi cím ismét Kispestre kerül, ezúttal Kocsisnak köszönhetően.
1936-ban nyert utoljára bajnokságot veretlenül magyar csapat (Hungária). 1952-ben ezt a bravúrt ismételte meg a Bp. Honvéd, mindössze öt döntetlennel zárta a bajnokságot. Lendületes csapatjátékával és küzdeni tudásával múlta felül a Bástyát. A második félidőben mindig tudott újítani a csapat, hiszen többször is vesztes állásból tudott fordítani. Kalmár Jenő 18 játékost szerepeltetett. A gólkirály Kocsis Sándor lett. Az olimpiai bajnok válogatott gerincét a Honvéd játékosok adták, az év játékosa pedig a legendás Bozsik József alias „Cucu” lett.
1953. Ismét „csak” ezüst, viszont Puskás Ferenc megint gólkirály lett. Egy újabb diadal is született ebben az évben, a Húsvéti Torna győztese is a Honvéd lett, legyőzve az Austriát és a Rapidot is. Ebben az évben augusztus 20-án avatták fel a Népstadiont, ahol a Szpartak Moszkvát győzte le a Honvéd 3:2 re.
A magyar bajnokság kicsit háttérbe szorult a sok portya és válogatott mérkőzések (VB) miatt. Így fordulhatott elő, hogy az 1954-es bajnokság 1955-ben ért véget. A kispesti pályát építették ebben az évben, ezért a Honvéd hol a népligeti Vasas pályán, hol az Üllői úton, hol pedig a Népstadionban játszotta hazai mérkőzéseit. A kispesti csapat először rúgott 100 gólt egy bajnokságon belül, és természetesen megnyerte azt. Kocsis Sándor is tarolt, mert a gólkirályi cím mellé begyűjtötte az Év játékosa címet is.
1955-ben a bajnoki cím mellé két gólkirályi cím is Kispestre került, hiszen Czibor és Machos egyaránt 20-20 gólt szerzett. A Magyar labdarúgókupát viszont a döntőben elvesztette a gárda a Vasas ellenében 3:2-re .

### Az 1950-es évek vége
1956. A forradalom éve, a bajnokság félbeszakad. Bár a csapat az élen állt és valószínűleg meg is nyerte volna, nem hirdettek bajnokot. A Húsvéti Tornát ismét megnyerték. A BEK azonban nem hozott sikert, a Bilbao kiverte a Honvédot, de ekkor már a csapat a széthullás felé tartott. A spanyolok ellen mindkétszer idegenben játszottak (Bilbao 2:3, Brüsszel 3:3). Ezután a csapat portyázni ment Brazíliába, ahol több mérkőzést is játszott. A Honvéd megverte a Botafogót (4:2) és Flamengót is (3:2, 6:4).
A forradalmat eltipró hatalom, büntetéseket szabott ki a portyán részt vevő Honvéd játékosokra.
Tichy, Machos, Solti és Palicskó nem ment Dél-Amerikába, így ők mentesültek a büntetés alól. Töröcsik I. és Dudás előbb hazatért, őket április 7-éig tiltották el, a később hazatért Bozsikot, Bányait, Rákóczit, Faragót, Budai II-t és Kotászt június 7-éig. Május 1-jén azonban elengedték mindenkinek a büntetését. Az eltiltások és a távol maradott játékosok hiánya demoralizálta a csapatot és a 11. helyen végzett a bajnokság végén. A nagy csapás azonban az volt, hogy Puskás, Kocsis és Czibor nem mert visszatérni az országba, ők később Spanyolországban futottak be nagy karriert.
A közönség azonban továbbra sem pártolt el a csapattól, hiszen az 1957–58-as bajnokságban a Népstadionban továbbra is sok néző előtt játszottak (Vasas ellen tavasszal 45, ősszel 80, az MTK ellen 65 ezren voltak jelen). A Honvéd összeszedte magát és mindössze egy ponttal maradt el a bajnok MTK mögött. 1959-ben az új gólkirály neve Tichy Lajos, aki ezt a címet még négyszer begyűjtötte magának. A Közép-európai kupa döntőjét is a Honvéd nyerte meg.

### Az 1960-as évek
1962-ben búcsúzott az aktív játéktól minden idők egyik legjobb magyar játékosa, Bozsik József.

| „                                             | Nem búcsúzom el végleg, engem minden Kispesthez köt. A labdarúgás és a Kispest nélkül én egyszerűen nem tudnék élni! | ” |
| – mondta Bozsik a búcsú után könnyes szemmel. | |   |

1963 őszén hajszál híján bajnok lett a csapat, de gólaránnyal a második helyre szorult. A következő évben 1926 után ismét megnyerte a Magyar labdarúgókupát a BHSE.
A kupagyőztes csapat:
Takács, Dudás, Sipos, Marosi, Nógrádi, Vági, Nagy A., Komora, Tichy, Tóth K., Katona. Edző: Kispéter Mihály. 
Nem volt ez rossz év hiszen a bajnokságban a 2. lett a csapat, és a gólkirály is Kispesti lett Tichy Lajos személyében. 1965-ben csak egy Húsvéti Torna győzelem került a dicsőséglistára. 1969-ben új csapat épült és Kozma Misi góljaival az ezüstéremig menetelt a csapat. A bajnokságban és a kupában is csak az Újpesti Dózsa tudta megállítani a Honvédot.

### Az 1970-es évek
1971-ben Kozma gólkirály lett (ezt még 1974-ben és 75-ben is megtette), és az év játékosa is Kispestről kerül ki, a csupa szív Szűcs Lajos személyében. 1977-ben a Bajnokok Tornáját nyerte meg a csapat a régi rivális Újpest ellen, a bajnokságot viszont a lilák nyerték 1 ponttal a Honvéd előtt.

### A második aranykorszak

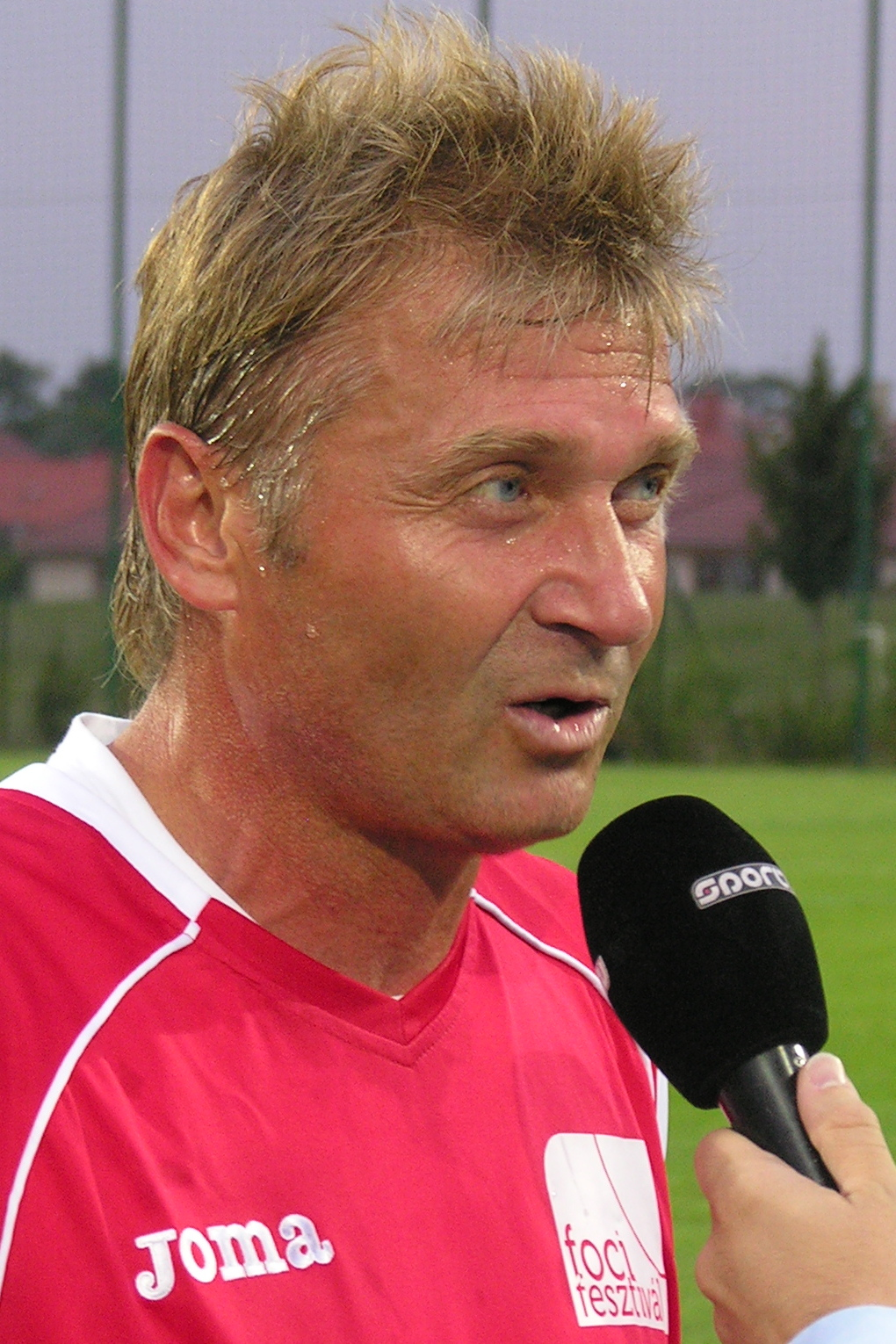
Détári Lajos háromszoros gólkirály és a második aranykor kiemelkedő egyénisége

1980-ban eljött a honvéd szurkolók által régen várt bajnoki cím. 25 évet kellett nekik erre a sikerre várni. A csapat trénere a legendás Tichy Lajos volt. A későbbi sikereket is az ő ekkori munkája alapozta meg.
A bajnok Bp. Honvéd SE játékosai: 
 Gujdár Sándor - Paróczai Sándor, Kocsis István, Garaba Imre, Varga József - Gyimesi László, Dajka László, Nagy Antal - Bodonyi Béla, Weimper István, Kozma Mihály. 
 Játszott még: Pál József, Lukács Sándor, Esterházy Márton, Menyhárt Kálmán, Pintér Sándor, Gőgicz József, Kotul László, Melis Béla.
A nyolcvanas éveket és az 1990-es évek elejét lehet a klub életében, a második aranykorszaknak tekinteni. Előbb Komora Imre vezérletével 3 bajnoki arany és egy kupagyőzelem gazdagította a kincsestárat. Ennek az időszaknak a meghatározó játékosai Andrusch József, Sallai Sándor, Nagy Antal, Garaba Imre, Varga József, Gyimesi László, Sikesdi Gábor, Détári Lajos, Dajka László, Bodonyi Béla, Esterházy Márton, majd az ifjúsági Európa-bajnok Kovács Kálmán voltak. 1988–89-ben Bicskei Bertalan vezetésével két bajnoki aranynak és egy kupa sikernek örülhettek. Ezután egy hullámvölgy következett, még a kiesés szele is megérintette a csapatot, hiszen az osztályozón majdnem kipottyant az első osztályból. A következő évben azonban újra a csúcson volt a csapat, ezúttal Mezey György vezérletével. A BEK-ből a kor egyik legjobb csapata az olasz UC Sampdoria búcsúztatta a csapatot. Kispesten 2-1 re verte a magyar csapat a taljánokat, a visszavágón, Genovában azonban 3-1-es vereséget szenvedett. Hosszú ideig (2017-ig) utolsó bajnoki címét 1993-ban egy finn mesternek, Martti Kuuselának köszönheti a gárda. Ekkor Illés Béla, Halmai Gábor és Vincze István voltak a meghatározó játékosok. A BEK-ben viszont ismét nagy halat sikerült kifognia a Honvédnak, ezúttal a Manchester United állta el az utat.

### A hanyatlás és feltámadás

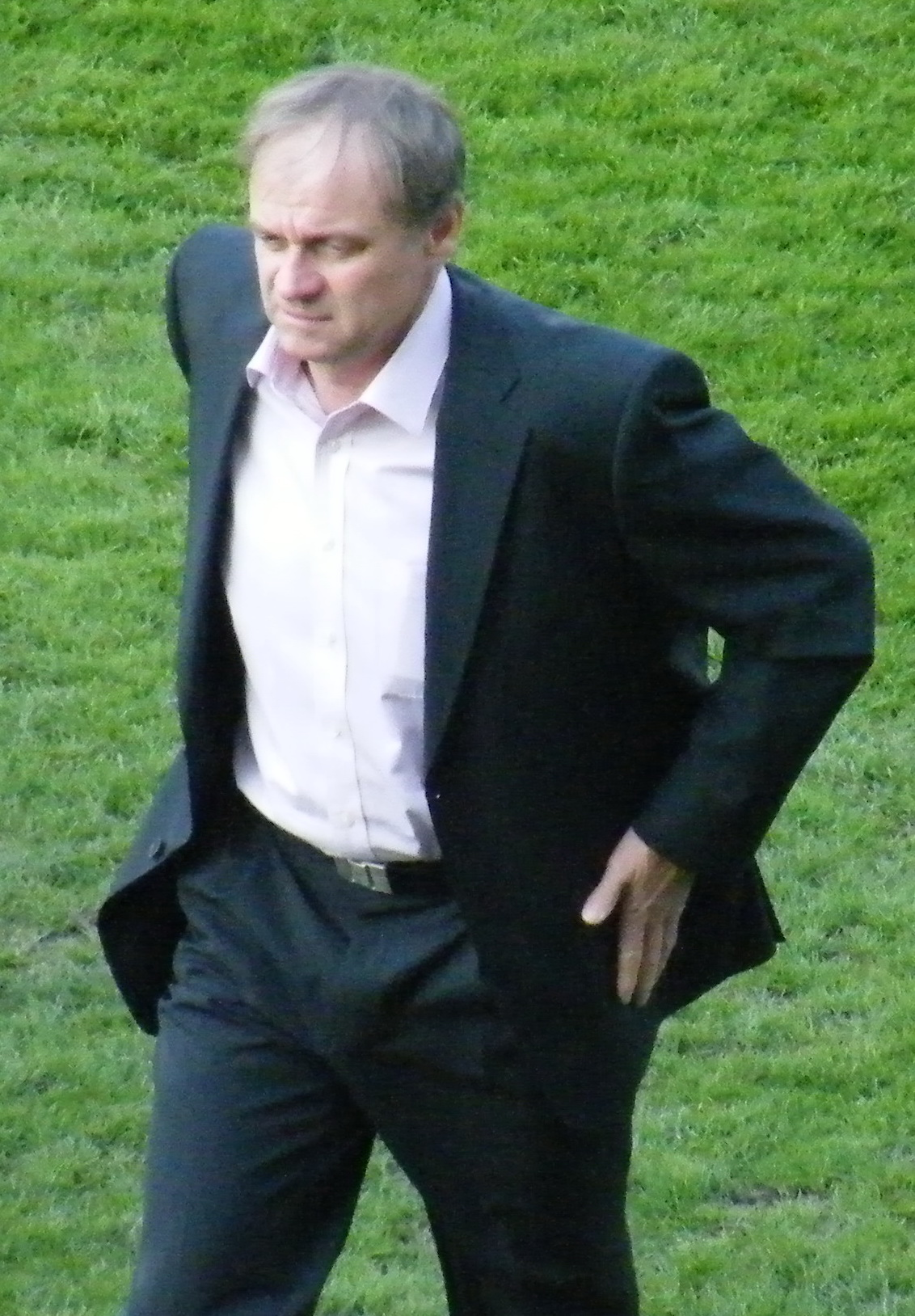
Gálhidi György

A nagy sikerek után jött a leszálló ág. 1996-ban még egy Magyar labdarúgókupa siker gazdagította a dicsőséglistát, de lassan hanyatlásnak indult a Kispest. Évről évre a kiesés ellen küzdött a csapat. A jó játékosokat nem voltak képesek megtartani. A gondok mellett politikai nyomás is nehezedett az egyesületre, így nem volt meglepetés, hogy 2003-ban bekövetkezett a klub történetének legsötétebb éve. Megtörtént az, ami a fennállás óta még soha, kiesett az NB I-ből a Kispest. Ebben az évben közel állt ahhoz, hogy a legendás kispesti csapat végleg megszűnjön.
A következő szezonra a játékosállomány szinte teljesen kicserélődött. Gálhidi György vette át a csapat irányítását, és rövid idő alatt csodát művelt a fiúkkal. A másodosztályt rajt-cél győzelemmel nyerték, és a Magyar labdarúgókupa döntőjébe is bejutottak. A döntőt a Ferencváros ellen játszotta a Kispest, a Puskás Ferenc Stadionban (csak) 4000 néző előtt. A mérkőzés végül 3-1-es Fradi győzelemmel zárult. Ezek után már csak azért imádkozhattak a Honvéd szurkolói, hogy a zöld-fehérek megnyerjék a bajnokságot, mert akkor a kedvenceik indulhatnának az UEFA-kupában. Ez végül így is lett, mert a Ferencváros megnyerte a bajnokságot az Újpest előtt 1 ponttal. Így tehát a Honvéd jogot szerzett az UEFA-kupa szereplésre.
A 2004–05-ös UEFA-kupában az 1. selejtezőkörben az örmény FA Mika Jerevant sorsolták a Honvéddal össze. A Bozsik József Stadionban 1-1-es döntetlen született, míg Örményországban 1-0-ra nyert a magyar csapat, így 2-1-es összesítéssel lépett tovább a gárda. A 2. selejtezőkörben lengyel ellenfél került a Honvéd útjába. Lengyelországban 1-0-s hazai győzelmet aratott az Amica Wronki. Magyarországon szintén hazai győzelem született, 1-0 arányban a Honvéd javára. Mivel így 1-1-re álltak összesítésben jöhettek a tizenegyesek ahol a kispestieknek remegett jobban a lábuk, így végül a lengyel Amica Wronki jelentette a végállomást a magyar gárda számára.

### Sikeres kupaszereplések
A csaknem százéves történelem mélypontja, a másodosztályú szereplés után azonban ismét megragadtak az élvonalban – 2005-ben a 11., egy évre rá a 13. helyen végzett az immár Budapest Honvéd néven szereplő kispesti csapat.
2006 nyarán aztán földindulás-szerű változások zajlottak: a klub vidékre költöztetésével fenyegető olasz főtulajdonost Piero Pinit, a Hemingway Group váltotta a klubban 100 százalékos tulajdonrészt szerezve. George F. Hemingway döntése értelmében a kispadon Aldo Dolcettit Supka Attila követte, féléves türelmi idő után alapos vérfrissítésen ment keresztül a keret, mint ahogy az addig elhanyagolt, de rekord gyorsasággal teljes egészében megújult Bozsik-stadion is. A sikeres tavasz a felújított, európai színvonalú Bozsik-stadion avatóján kezdődött egy parádés, gólzáporos mérkőzésen, melyen a vendég váciak 6 remekbe szabott gólt könyvelhettek el a hálójukba. A tavaszi nagy menetelés a nyugodt anyagi háttérnek, a rendezett körülményeknek, a jó szakmai munkának volt köszönhető. Tehát ezzel a tavaszi jó meneteléssel végül a 8. helyen zárta a 2006–07-es szezont a Honvéd, de Magyar labdarúgókupában a döntőbe jutott. A döntőt Budapesten, a Szusza Ferenc Stadionban játszotta a Debrecen ellen. A mérkőzés rendes játékidő után 1-1-re állt, majd a hosszabbítás után, 2-2-re, így következhettek a tizenegyesek. Végül 3-1 arányban diadalmaskodtak a büntetőpárbajban, így a Kispest megnyerte története során, hatodszor a magyar labdarúgókupát. Ennek a sikernek köszönhetően, elindulhatott a 2007–08-as UEFA-kupa selejtezőjében.
Itt az 1. selejtezőkörben a moldáv FC Nistru Otacit kapták ellenfélnek. Mindkét mérkőzésen 1-1-es döntetlen született, ezért következhettek a tizenegyesek. 5-4-re nyerte a büntetőpárbajt a Honvéd tehát, ők léphettek tovább a 2. selejtezőkörbe ahol a Hamburger SV várta őket. Budapesten a Szusza Ferenc Stadionban 7000 néző előtt nagy meglepetésre 0-0-s döntetlent harcolt ki a magyar csapat. Németországban 42 090 néző előtt a Hamburg 4-0-val küldte haza a Kispestet. A 2007–08-as UEFA-kupában a 2. selejtezőkör volt a végállomás.
A 2007–08-as szezonban, szintén 8. helyen végzett a gárda, de megint kupadöntőbe jutott. A döntőt 9-1-es összesítéssel a Debrecen nyerte. De a Kispest, a kupavereség ellenére is elindulhatott az Intertotó-kupában.
Itt az első fordulóban simán jutott tovább a kazah Zsetiszu FK ellen. A második fordulóban az FK Teplice következett. Ezen az akadályon is továbblépett a Honvéd. Végül a harmadik forduló jelentette a végállomást a gárdának, amikor is az SK Sturm Graz 2-1-es összesítéssel kiejtette a magyar csapatot.
A 2008-09-es szezonra új edző érkezett Pölöskei Gábor személyében, de az őszi gyenge forma miatt (csak a 11. helyen telelt a csapat) a 16. forduló után menesztették. Utódja a Diósgyőrtől távozó Sisa Tibor lett. A nagy áttörés azonban vele sem következett be, hiszen őszhöz képest is két helyett rontott a csapat. Így végül a 13. helyen végzett a Honvéd, de a Magyar labdarúgókupában a döntőbe jutott. Ellenfele a Győri ETO FC volt. Az első mérkőzésre Győrben került sor 2009. május 20-án, ahol Abraham 71. percben góljára nem érkezett válasz, így a Honvéd nyert. A második mérkőzést a Bozsik Stadionban játszották 7000 néző előtt, 2009. május 26-án. Ezen a mérkőzésen döntetlen született (két kiállítással), így a Honvéd 1-0-s összesítéssel megnyerte a Magyar labdarúgókupát története során hetedszer. A Magyar labdarúgó-ligakupában az elődöntőig menetelt a Honvéd, itt végül a Pécsi Mecsek FC ejtette ki a csapatot 2-0-s összesítéssel.

### A centenáriumi év
A 2009–10-es szezon előtt nagy változások mentek végbe a Honvéd keretében. Távozott a csapat kapitánya Dobos Attila, és az előző szezonban tizennégy gólig jutó Hercegfalvi Zoltán. De nemcsak ők ketten távoztak, hanem további tizenhét játékos, köztük alapemberek is. Például a volt válogatott kapus Rabóczki Balázs, akinek a helye nem maradt üresen Németh Gábor érkeztével, a szerb védő Mićo Smiljanić, és Filó Tamás is a távozók névsorában volt. Viszont voltak érkezők is, így például a Honvédhoz igazolt egy évre kölcsönbe a szintén válogatott labdarúgó Hrepka Ádám, és Hajdú Norbert is. Előbbi az MTK-tól utóbbi a Újpesttől igazolt ide. Zsolnai Róbert és Ivancsics Gellért kölcsönben voltak más kluboknál, így ők is visszatértek a Honvédhoz.
Ezzel a kerettel vágtak neki az új szezonnak. Először a szuperkupa döntő várt a Honvédra. Itt 1–0-s vereséget szenvedtek, a bajnoki címvédő Debrecentől. Ezután következtek a Fenerbahçe SK elleni párharcok az Európa-liga selejtezőjében. A továbbjutás nem sikerült, a török együttes 6–2-es összesítéssel jutott tovább a Honvédon. A párharc két magyar gólját Zsolnai Róbert és Fritz Attila szerezte.
Augusztus 3-án ünnepelte a klub a 100 éves fennállását. E nemes alkalomból a görög sztárcsapattal, a Panathinaikósz-vel találkozott a Honvéd augusztus 9-én. A mérkőzés végeredménye 2–2 lett. A Honvédból mindkétszer a szlovák, Viliam Macko volt eredményes.
A bajnokságban győzelemmel kezdett a Honvéd a Kaposvár ellen. Ezután viszont öt nyeretlen mérkőzés következett, végül a Diósgyőr ellen tört meg a rossz sorozat és tudta begyűjteni a csapat, a második győzelmét. Ez a nyolcadik fordulóban történt. Utána a következő négy fordulóban is nyeretlen maradt a Honvéd és címvédőként a kupában is vereséget szenvedett az ötödik fordulóban, a másodosztályú Szolnoktól. Az utolsó vereség után, Sisa Tibor felajánlotta lemondását a klubnak, amit a vezetőség el is fogadott. Utódja az olasz Massimo Morales lett. Az új edző első feladata az volt, hogy kivezesse a gárdát a kieső zónából. Ez sikerült is, hiszen a 9. helyen zárta a szezont a csapat.

### A centenárium után
2010-11-es szezonban a 2010. november 5-én a Győr elleni 1-1-re végződött hazai mérkőzés után Morales azt nyilatkozta, hogy „Nagy gondok vannak a klubnál. Egy ideig tartható ez az állapot, aztán lépnie kell az egyesületnek.” A következő fordulóban az Újpesten elszenvedett 3-1-es vereség után az olasz szakember bejelentette távozását. A vezetőedző újra Supka Attila lett, de a csapat nem volt meggyőző és végül a tizedik helyen végeztek.
A 2011–2012-es idényben az előkelőnek mondható negyedik helyen zártak és a Győri ETO FC kizárása miatt még az Európa Liga selejtezőjében is indulhattak. Az Európa Ligában az albán KS Flamurtari Vlorë csapatán könnyedén továbbjutva a világsztárokkal teletűzdelt FK Anzsi Mahacskala jelentette a befejezést.

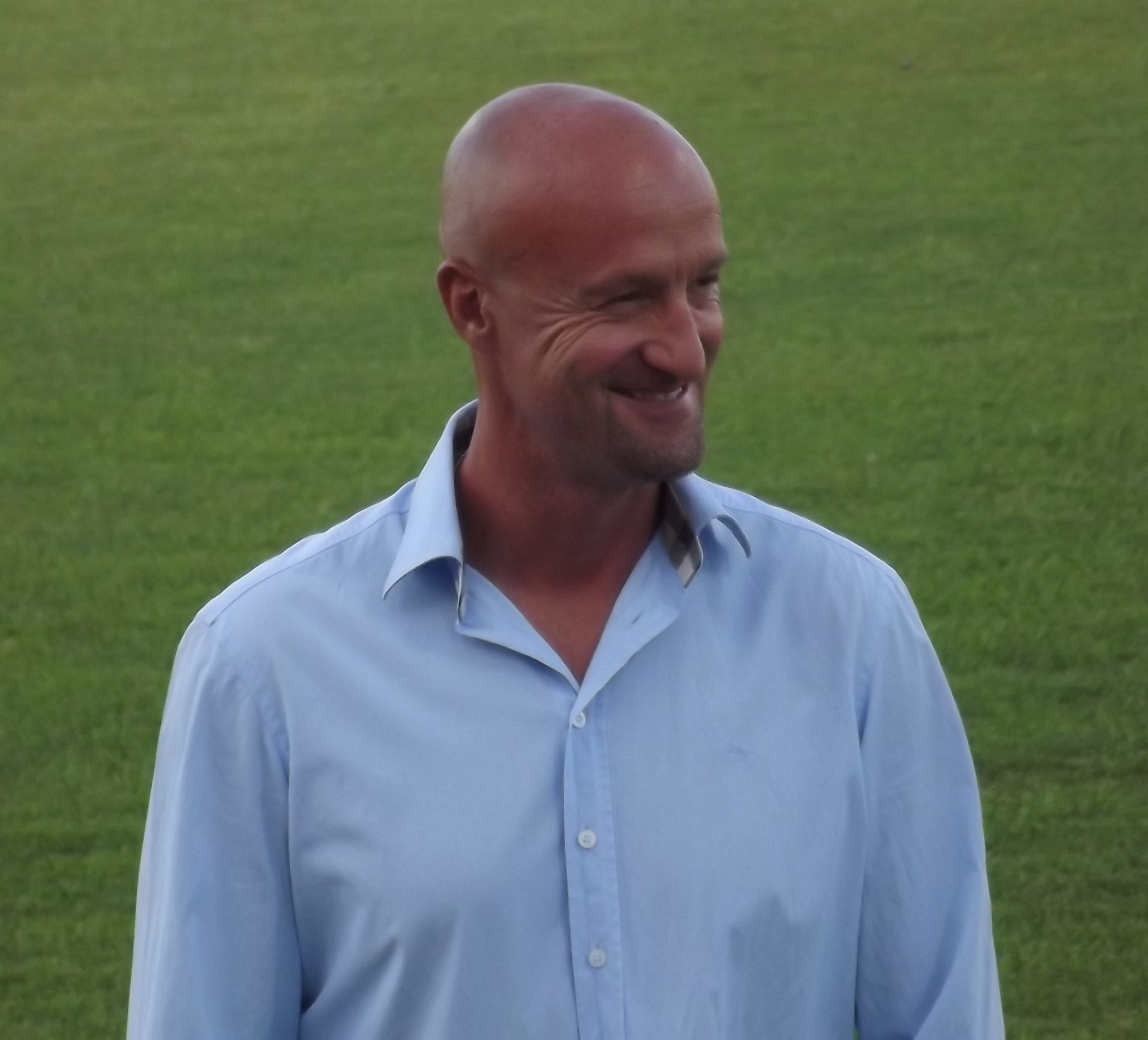
Marco Rossi a 2016–2017-es magyar labdarúgó-bajnokság bajnokcsapatának vezetőedzője

Új edzővel az olasz Marco Rossival kezdett a csapat a 2012-13-as szezonban és sikeresen indult az évad, hiszen két győzelemmel rajtolt a BFC Siófok és a Diósgyőri VTK ellen. A nagy riválisok közül legyőzte a Videoton FC-t és a Ferencvárosi TC-t, mely azt eredményezte, hogy egy ideig vezették a tabellát, de utána visszaesés jött és végül az ötödik helyen végeztek az őszi szezonban. A kupában a negyedik fordulón is túl jutottak, hiszen a DVTK ellen két győzelemmel (4-0 és 2-1) magabiztosan meneteltek a negyeddöntőbe, ahol aztán a Győri ETO FC ellen két vereségbe is belefutottak (0-1 és 0-2).
A tavaszi szezonban nagy küzdelemben, időnként meggyőző játékkal a riválisok előtt mindössze egypontos előnnyel szerezték meg a harmadik helyet. Ezzel a bravúros teljesítménnyel egymás után másodszorra is kivívták a Európa-ligában a szereplést. A sikereket azonban kisebb visszaesés követte. A nemzetközi kupaszereplést gyorsan befejezte a csapat és a bajnokságban sem szerepeltek jól. 2014 áprilisában lemondott Marco Rossi vezetőedző, hiszen tavasszal öt egymás utáni bajnokit vesztettek el. A Honvéd kilenc hónapig bírta Rossi nélkül, ez idő alatt továbbra gyengélkedtek és a bajnoki helyezéseket tekintve inkább a kiesés ellen küzdöttek. 2015 februárjától aztán visszatért Rossi és lépésről-lépésre feljavultak. A 2016–2017-es magyar labdarúgó-bajnokságban 24 év után ismét bajnok lett a csapat. 2017. május 27-én, a bajnoki cím megszerzését követően Rossi ismét lemondott. Az új vezetőedző a holland Erik van der Meer lett.
A 2017–2018-as szezonban nem tudott dobogóra állni a csapat, de a negyedik hely azt jelentette, hogy nemzetközi kupaküzdelmekben elindulhattak. A jó nemzetközi szereplés nem sikerült, de a 2018–2019-es szezonra több saját nevelésű játékossal és új igazolásokkal sokkal jobb formát mutat a csapat és a dobogós helyezésért küzdenek. Külön klubsiker, hogy 2018 novemberében a finnek elleni győztes Nemzetek Ligája találkozón Holender Filip bemutatkozott a magyar labdarúgó válogatottban így ő lett a klub 100. válogatott játékosa. Jelentős előrelépés lehet az utánpótlásnevelésben, hogy 2018. november 22-én Orbán Viktor miniszterelnök és George F. Hemingway, a klub tulajdonosa hivatalosan átadta a Budapest Honvéd FC-Magyar Futball Akadémia Utánpótlásközpontot, ami 4.2 milliárd forintos beruházásból épített korszerű sportcentrum.
2019. április 8-án hivatalossá vált, hogy George F. Hemingway eladta százszázalékos üzletrészét a Reditus Equity Zrt-nek.
A 2019-2020-as szezonban megszerezte nyolcadik kupagyőzelmét is a csapat, miután a Pisont István vezette együttes 2–1-re legyőzte a Mezőkövesd csapatát a döntőben.
A 2022-2023-as idény végén a Honvéd csak a 11. helyen végzett a bajnokságban, így 20 év után búcsúzott az élvonaltól.

## A csapatcímer változásai
A névváltozások mellett a hivatalos címer is többször változott. A jelenleg használt címerben megjelent a Kispest felirat, az alapítási év (1909) és a címer felett egy arany csillag, mely a megszerzett tíz bajnoki címet jelenti.

## Sikerek

### Hazai sikerek

#### Magyar bajnokság
- 14 aranyérem – 1949–50, 1950-ősz, 1952, 1954, 1955, 1979–80, 1983–84, 1984–85, 1985–86, 1987–88, 1988–89, 1990–91, 1992–93, 2016–17
- 12 ezüstérem – 1919–20, 1946–47, 1951, 1953, 1957–58, 1963 ősz, 1964, 1969, 1971–72, 1974–75, 1977–78, 1993–94
- 6 bronzérem – 1948–49, 1958–59, 1970 tavasz, 1982–83, 1991–92, 2012–2013

#### Magyar kupa
- 8 aranyérem – 1925–26, 1964, 1984–85, 1988–89, 1995–96, 2006–07, 2008–09, 2019–20
- 11 ezüstérem – 1954–55, 1968, 1969, 1972–73, 1982–83, 1987–88, 1989–90, 1993–94, 2003–04, 2007–08, 2018-19
- 1 bronzérem – 1980–81

#### Szuperkupa
- 3 ezüstérem – 1993, 2007, 2009

| Egyéb hazai sikerek       | Egyéb hazai sikerek | Egyéb hazai sikerek |
| ------------------------- | ------------------- | ------------------- |
| Bajnokok Tornája Győztes  | 2                   | 1975, 1977          |
| Szent László kupa Győztes | 1                   | 1944                |
| Esti kupa ezüstérmes      | 2                   | 1946, 1950          |
| Innstadt Kupa Győztes     | 1                   | 1999                |

### Nemzetközi sikerek
| Dicsőséglista                               | Dicsőséglista | Dicsőséglista                |
| ------------------------------------------- | ------------- | ---------------------------- |
| Húsvéti Torna Győztes                       | 4             | 1947, 1953, 1956, 1965       |
| Ezüstérmes                                  | 2             | 1948, 1955                   |
| Néphadseregek Tornája Győztes               | 5             | 1950, 1951, 1951, 1954, 1962 |
| Közép-európai Kupa Győztes                  | 1             | 1959                         |
| Ezüstérmes                                  | 2             | 1975, 1977                   |
| Tournoi de Lille Győztes                    | 1             | 1986                         |
| Jubileumi Torna, (Brünn) Győztes            | 1             | 1925                         |
| Trofeo Ciudad de San Sebastián Győztes      | 1             | 1970                         |
| Trofeo Teresa Herrera bronzérmes            | 1             | 1979                         |
| Trofeo Bodas de Oro del CD Tenerife Győztes | 1             | 1972                         |
| Arcadia Kupa Győztes (Antalya)              | 1             | 2008                         |

## Nemzetközi kupaszereplés

### Kupagyőztesek Európa-kupája
| Szezon  | Bajnokság                   | Forduló     | Nemzet        | Csapat              | Otthon | Idegenben | Össz. |
| ------- | --------------------------- | ----------- | ------------- | ------------------- | ------ | --------- | ----- |
| 1964–65 | Kupagyőztesek Európa-kupája | 1. forduló  | Svájc         | Lausanne Sports     | 1–0    | 0–2       | 1–2   |
| 1965–66 | Kupagyőztesek Európa-kupája | 1. forduló  | Finnország    | Reipas Lahti        | 6–0    | 10–2      | 16–2  |
|         |                             | 2. forduló  | Csehszlovákia | FK Dukla Praha      | 1–2    | 3–2       | 4–41  |
|         |                             | negyeddöntő | Anglia        | Liverpool FC        | 0–0    | 0–2       | 0–2   |
| 1970–71 | Kupagyőztesek Európa-kupája | 1. forduló  | Skócia        | Aberdeen FC         | 1–3    | 3–1       | 4–4²  |
|         |                             | 2. forduló  | Anglia        | Manchester City     | 0–1    | 0–2       | 0–3   |
| 1996–97 | Kupagyőztesek Európa-kupája | selejtező   | Macedónia     | FK Sloga Jugomagnat | 1–0    | 1–0       | 2–0   |
|         |                             | 1. forduló  | Franciaország | Nîmes Olympique     | 1–2    | 1–3       | 2–5   |

1 A Budapest Honvéd csapata jutott tovább, idegenben lőtt több góllal.
² A Budapest Honvéd csapata jutott tovább, hosszabbítás után.

### Intertotó-kupa
| Szezon | Bajnokság      | Forduló    | Nemzet        | Csapat              | Otthon | Idegenben | Össz. |
| ------ | -------------- | ---------- | ------------- | ------------------- | ------ | --------- | ----- |
| 1983   | Intertotó-kupa | 5. Csoport | Jugoszlávia   | FK Sloboda Tuzla    | 2–2    | 0–1       | 2-3   |
|        |                | 5. Csoport | Csehszlovákia | FK Inter Bratislava | 3–1    | 1–1       | 4-2   |
|        |                | 5. Csoport | Ausztria      | FC Tirol Innsbruck  | 3–1    | 1–2       | 4-3   |
| 2002   | Intertotó-kupa | 1. Forduló | Litvánia      | FK Žalgiris Vilnius | 0–1    | 0–0       | 0–1   |
| 2008   | Intertotó-kupa | 1. Forduló | Kazahsztán    | Zsetiszu FK         | 4–2    | 2–1       | 6–3   |
|        |                | 2. Forduló | Csehország    | FK Teplice          | 0–2    | 3–1       | 3–31  |
|        |                | 3. Forduló | Ausztria      | SK Sturm Graz       | 1–2    | 0–0       | 1–2   |

1 A Budapest Honvéd csapata jutott tovább, idegenben lőtt több góllal.

### UEFA-kupa\Európa-Liga
| Szezon  | Bajnokság   | Forduló         | Nemzet           | Csapat                   | Otthon | Idegenben | Össz. |
| ------- | ----------- | --------------- | ---------------- | ------------------------ | ------ | --------- | ----- |
| 1972–73 | UEFA-kupa   | 1. forduló      | Skócia           | Partick Thistle FC       | 1–0    | 3–0       | 4–0   |
|         |             | 2. forduló      | Bolgár 1971–1990 | PFK Beroe Sztara Zagora  | 1–0    | 0–3       | 1–3   |
| 1973–74 | UEFA-kupa   | 1. forduló      | Csehszlovákia    | FC Košice                | 5–2    | 0–1       | 5–3   |
|         |             | 2. forduló      | Bolgár 1971–1990 | PFK Lokomotiv Plovdiv    | 3–2    | 4–3       | 7–5   |
|         |             | 3. forduló      | Lengyelország    | KS Ruch Chorzów          | 2–0    | 0–5       | 2–5   |
| 1975–76 | UEFA-kupa   | 1. forduló      | Csehszlovákia    | Bohemians Praha 1905     | 1–1    | 2–1       | 3–2   |
|         |             | 2. forduló      | NDK              | SG Dynamo Dresden        | 2–2    | 0–1       | 2–3   |
| 1976–77 | UEFA-kupa   | 1. forduló      | Olaszország      | FC Internazionale Milano | 1–1    | 1–0       | 2–1   |
|         |             | 2. forduló      | Szovjetunió      | Sahtyor Donyeck          | 2–3    | 0–3       | 2–6   |
| 1978–79 | UEFA-kupa   | 1. forduló      | Törökország      | Adanaspor                | 6–0    | 2–2       | 8–2   |
|         |             | 2. forduló      | Román 1965–1989  | FC Politehnica Timișoara | 4–0    | 0–2       | 4–2   |
|         |             | 3. forduló      | Hollandia        | AFC Ajax                 | 4–1    | 0–2       | 4–3   |
|         |             | Negyeddöntő     | NSZK             | MSV Duisburg             | 2–3    | 2–1       | 4–41  |
| 1983–84 | UEFA-kupa   | 1. forduló      | Görögország      | Larisa FC                | 3–0    | 0–2       | 3–2²  |
|         |             | 2. forduló      | Jugoszlávia      | HNK Hajduk Split         | 3–2    | 0–3       | 3–5   |
| 1987–88 | UEFA-kupa   | 1. forduló      | Belgium          | KSC Lokeren              | 1–0    | 0–0       | 1–0   |
|         |             | 2. forduló      | Portugália       | Desportivo de Chaves     | 3–1    | 2–1       | 5–2   |
|         |             | 3. forduló      | Görögország      | Panathinaikósz           | 5–2    | 1–5       | 6–7   |
| 1994–95 | UEFA-kupa   | Selejtező       | Moldova          | FC Zimbru Chișinău       | 4–1    | 1–0       | 5–1   |
|         |             | 1. forduló      | Hollandia        | FC Twente                | 1–3    | 4–1       | 5–4   |
|         |             | 2. forduló      | Németország      | Bayer 04 Leverkusen      | 0–2    | 0–5       | 0–7   |
| 2004–05 | UEFA-kupa   | 1. selejtezőkör | Örményország     | FA Mika Jerevan          | 1–1    | 1–0       | 2–1   |
|         |             | 2. selejtezőkör | Lengyelország    | Amica Wronki             | 1–0    | 0–1       | 1–1³  |
| 2007–08 | UEFA-kupa   | 1. selejtezőkör | Moldova          | FC Nistru Otaci          | 1–1    | 1–1       | 2–24  |
|         |             | 2. selejtezőkör | Németország      | Hamburger SV             | 0–0    | 0–4       | 0–4   |
| 2009–10 | Európa-liga | 3. selejtezőkör | Törökország      | Fenerbahçe SK            | 1–1    | 1–5       | 2–6   |
| 2012–13 | Európa-liga | 1. selejtezőkör | Albánia          | KS Flamurtari Vlorë      | 2–0    | 1–0       | 3–0   |
|         |             | 2. selejtezőkör | Oroszország      | FK Anzsi Mahacskala      | 0–4    | 0–1       | 0–5   |
| 2013–14 | Európa-liga | 1. selejtezőkör | Montenegró       | FK Čelik Nikšić          | 9–0    | 4–1       | 13–1  |
|         |             | 2. selejtezőkör | Szerbia          | FK Vojvodina             | 1-3    | 0-2       | 1-5   |
| 2018–19 | Európa-liga | 1. selejtezőkör | Macedónia        | FK Rabotnicski           | 4–0    | 1–2       | 5–2   |
|         | Európa-liga | 2. selejtezőkör | Luxemburg        | FC Progrès Niederkorn    | 1–0    | 0–2       | 1–2   |

1 Az MSV Duisburg csapata jutott tovább, hosszabbítás után.
² A Budapest Honvéd csapata jutott tovább, hosszabbítás után.
³ Az Amica Wronki csapata jutott tovább, tizenegyesekkel.
4 A Budapest Honvéd csapata jutott tovább, tizenegyesekkel.

### Bajnokcsapatok Európa-kupája / Bajnokok Ligája
| Szezon  | Bajnokság                    | Forduló          | Nemzet        | Csapat               | Otthon | Idegenben | Össz. |
| ------- | ---------------------------- | ---------------- | ------------- | -------------------- | ------ | --------- | ----- |
| 1956–57 | Bajnokcsapatok Európa-kupája | 1. Forduló       | Spanyolország | Athletic Bilbao      | 3–3    | 2–3       | 5–6   |
| 1980–81 | Bajnokcsapatok Európa-kupája | Selejtező        | Málta         | Valletta FC          | 8–0    | 3–0       | 11–0  |
|         |                              | 1. Forduló       | Portugália    | Sporting CP          | 1–0    | 2–0       | 3–0   |
|         |                              | 2. Forduló       | Spanyolország | Real Madrid CF       | 0–2    | 0–1       | 0–3   |
| 1984–85 | Bajnokcsapatok Európa-kupája | 1. Forduló       | Svájc         | Grasshopper FC       | 2–1    | 1–3       | 3–4   |
| 1985–86 | Bajnokcsapatok Európa-kupája | 1. Forduló       | Írország      | Shamrock Rovers FC   | 2–0    | 3–1       | 5–1   |
|         |                              | 2. Forduló       | Románia       | FC Steaua București  | 1–0    | 1–4       | 2–4   |
| 1986–87 | Bajnokcsapatok Európa-kupája | 1. Forduló       | Dánia         | Brøndby IF           | 2–2    | 1–4       | 3–6   |
| 1988–89 | Bajnokcsapatok Európa-kupája | 1. Forduló       | Skócia        | Celtic FC            | 1–0    | 0–4       | 1–4   |
| 1989–90 | Bajnokcsapatok Európa-kupája | 1. Forduló       | Jugoszlávia   | FK Vojvodina         | 1–0    | 1–2       | 2–21  |
|         |                              | 2. Forduló       | Portugália    | SL Benfica           | 0–2    | 0–7       | 0–9   |
| 1991–92 | Bajnokcsapatok Európa-kupája | 1. Forduló       | Írország      | Dundalk FC           | 1–1    | 2–0       | 3–1   |
|         |                              | 2. Forduló       | Olaszország   | UC Sampdoria         | 2–1    | 1–3       | 3–4   |
| 1993–94 | UEFA-bajnokok ligája         | 1. Forduló       | Anglia        | Manchester United FC | 2–3    | 1–2       | 3–5   |
| 2017–18 | UEFA-bajnokok ligája         | Selejtező 2. Kör | Izrael        | Hapoel Beer Sheva    | 2–3    | 1–2       | 3–5   |

1 A Budapest Honvéd csapata jutott tovább, idegenben lőtt góllal.

### Összesítés
| Kiírás                       | M   | Gy | D  | V  | RG/KG   | G  |
| ---------------------------- | --- | -- | -- | -- | ------- | -- |
| UEFA-kupa                    | 50  | 24 | 9  | 17 | 81–75   | +6 |
| Bajnokcsapatok Európa-kupája | 26  | 12 | 3  | 11 | 41–44   | -3 |
| Kupagyőztesek Európa-kupája  | 16  | 7  | 1  | 8  | 29–22   | +7 |
| Intertotó-kupa               | 14  | 5  | 4  | 5  | 20–17   | +3 |
| Bajnokok ligája              | 4   | 0  | 0  | 4  | 6–10    | -4 |
| Európa-liga                  | 6   | 2  | 1  | 3  | 5–11    | -6 |
| Összesen                     | 116 | 50 | 18 | 48 | 182–179 | +3 |

*M: Mérkőzések száma, Gy: Győzelmek száma, D: Döntetlenek száma, V: Vereségek száma, RG/KG: Rúgott gólok száma / Kapott gólok száma, G: Gólarány

## Játékoskeret
Utolsó módosítás: 2024. január 11.
A vastaggal jelzett játékosok felnőtt válogatottsággal rendelkeznek.
A dőlttel jelzett játékosok kölcsönben szerepelnek a klubnál.
*A második csapatban is pályára lépő játékos.
Az érték oszlopban szereplő , , és = jelek azt mutatják, hogy a Transfermarkt legutóbbi adatfrissítése előtti állapothoz képest mennyit  nőtt, csökkent a játékos értéke, vagy ha nem változott, akkor azt az = jel mutatja.
| Mezszám                | Név                    | Nemzetiség           | Születési hely | Születési idő (kor)            | Korábbi csapat           | Érték (€)   | Szerződés lejárta |
| ---------------------- | ---------------------- | -------------------- | -------------- | ------------------------------ | ------------------------ | ----------- | ----------------- |
|                        |                        |                      |                |                                |                          |             |                   |
| Kapusok                |                        |                      |                |                                |                          |             |                   |
| 1                      | Dúzs Gellért           | magyar               | Salgótarján    | 2002. február 24. (23 éves)    | Utánpótlásból került fel | 150 000 (=) | 2026.06.30.       |
| 83                     | Tomáš Tujvel           | magyar · Szlovákia   | Nyitra         | 1983. szeptember 19. (41 éves) | Fehérvár FC              | 25 000 (=)  | 2026.06.08.       |
| 95                     | Rácz Gergő             | magyar               | Budapest       | 1995. november 20. (29 éves)   | MTK Budapest FC          | 200 000 (=) | Nem publikus.     |
| Védők                  |                        |                      |                |                                |                          |             |                   |
| 4                      | Szabó Alex             | magyar               | Jászberény     | 2002. május 15. (23 éves)      | Utánpótlásból került fel | 200 000 (=) | Nem publikus.     |
| 5                      | Csontos Dominik        | magyar               | Székesfehérvár | 2001. november 8. (23 éves)    | Zalaegerszegi TE FC      | 200 000 (=) | Nem publikus.     |
| 11                     | Hangya Szilveszter     | magyar               | Baja           | 1994. január 2. (31 éves)      | Fehérvár FC              | 200 000 (=) | Nem publikus.     |
| 15                     | Csonka Bonifác         | magyar               | Budapest       | 1997. április 17. (28 éves)    | Szombathelyi Haladás     | 50 000 (=)  | Nem publikus.     |
| 44                     | Baki Ákos              | magyar               | Zalaegerszeg   | 1994. augusztus 24. (30 éves)  | Nyíregyháza Spartacus FC | 200 000 (=) | Nem publikus.     |
| 47                     | Szabó Tibor            | magyar               | Jászberény     | 2005. április 3. (20 éves)     | Utánpótlásból került fel | 75 000 (=)  | Nem publikus.     |
| 49                     | Branko Pauljević       | magyar · szerb       | Fehértemplom   | 1989. június 12. (36 éves)     | Újpest FC                | 50 000 (=)  | Nem publikus.     |
| 77                     | Varga Bence            | magyar               | Budapest       | 1997. március 18. (28 éves)    | Aqvital FC Csákvár       | 75 000 (=)  | Nem publikus.     |
| 72                     | Kállai kevin           | magyar               | Miskolc        | 2002. január 14. (23 éves)     | Diósgyőri VTK            | 300 000 (=) | Nem publikus.     |
| 99                     | Pekár István           | magyar               | Budapest       | 2004. február 10. (21 éves)    | Utánpótlásból került fel | 100 000 (=) | Nem publikus.     |
| Középpályások          |                        |                      |                |                                |                          |             |                   |
| 8                      | Sigér Ákos             | magyar               | Debrecen       | 1995. július 8. (30 éves)      | Nyíregyháza Spartacus FC | 75 000 (=)  | Nem publikus.     |
| 13                     | Csilus Tamás           | magyar               | Budapest       | 1995. május 8. (30 éves)       | Kazincbarcika SC         | 50 000 (=)  | Nem publikus.     |
| 19                     | Kesztyűs Barna         | magyar               | Pécs           | 1993. szeptember 4. (31 éves)  | Nyíregyháza Spartacus FC | 150 000 (=) | Nem publikus.     |
| 32                     | Somogyi Ádám           | magyar               | Budapest       | 2007. november 23. (17 éves)   | Puskás Akadémia FC       | 75 000 (=)  | Nem publikus.     |
| 40                     | Szamosi Ádám           | magyar               | Budapest       | 2006. december 11. (18 éves)   | Diósgyőri VTK            | 75 000 (=)  | Nem publikus.     |
| Támadók                |                        |                      |                |                                |                          |             |                   |
| 7                      | Zuigéber Ákos          | magyar               | Budapest       | 2002. november 8. (22 éves)    | MTK Budapest FC          | 150 000 (=) | Nem publikus.     |
| 9                      | Ihrig-Farkas Sebestyén | magyar               | Budapest       | 1994. január 28. (31 éves)     | Vasas FC                 | 75 000 (=)  | Nem publikus.     |
| 17                     | Pinte Patrik           | magyar · Szlovákia   | Dunaszerdahely | 1997. január 6. (28 éves)      | Nyíregyháza Spartacus FC | 125 000 (=) | 2027.06.30.       |
| 20                     | Földi Dominik          | magyar               | Budapest       | 2004. június 27. (21 éves)     | Paksi FC                 | 75 000 (=)  | 2026.06.30.       |
| 23                     | Medgyes Zoltán         | magyar               | Kistarcsa      | 1995. július 23. (30 éves)     | Gyirmót FC Győr          | 200 000 (=) | Nem publikus.     |
| 71                     | Kántor Kevin           | magyar · Olaszország | Cueno          | 2000. október 23. (24 éves)    | Malcantone               | 100 000 (=) | 2027.06.30.       |
| 74                     | Simon Benedek          | magyar               | Miskolc        | 2006. május 15. (19 éves)      | Utánpótlásból került fel | 75 000 (=)  | Nem publikus.     |
| 91                     | Gyurcsó Ádám           | magyar               | Tatabánya      | 1991. március 6. (34 éves)     | Anórthoszi Ammohósztu    | 150 000 (=) | 2027.06.30.       |
| Kölcsönadott játékosok |                        |                      |                |                                |                          |             |                   |
| Krajcsovics Ábel       | támadó                 | magyar               | Debrecen       | 2004. augusztus 17. (20 éves)  | Zalaegerszegi TE FC      | 125 000 (=) | Nem publikus.     |

## Vezetőség és szakmai stáb
Utolsó módosítás: 2024. január 11.
| Vezetőség                 | Vezetőség         | Honvéd           | Honvéd             | Honvéd II.           | Honvéd II.     |
| ------------------------- | ----------------- | ---------------- | ------------------ | -------------------- | -------------- |
| Tulajdonos                | Leisztinger Tamás | Vezetőedző       | Feczkó Tamás       | MFA Szakmai igazgató | Fehér Péter    |
| Tulajdonos                | Leisztinger Tamás | Segédedző        | Paulik István      | Akadémia igazgató    | Bajúsz Endre   |
| Ügyvezető                 | Séllei Árpád      | Segédedző        | Márton István      | Vezetőedző           | Kovács Gábor   |
| Sportigazgató             | Fórizs Sándor     | Kapusedző        | Brockhauser István | Segédedző            | Kemény Kristóf |
|                           |                   | Videoelemző      | Kovács Soma        | Kapusedző            | Hegedűs Lajos  |
| Technikai vezető          | Gulyás réka       | Masszőr          | Noskó Tamás        |                      |                |
| Sporttudományos vezető    | Lázár Zsolt       | Technikai vezető | Sánta Attila       |                      |                |
| Erőnléti edző             | Tepliczky Péter   |                  |                    |                      |                |
| Sporttudományos munkatárs | Kolozs Barbara    |                  |                    |                      |                |
| Fizioterapeuta            | Máriás Fanni      |                  |                    |                      |                |
| Masszőr                   | Fodor Dániel      |                  |                    |                      |                |
| Masszőr                   | Riba Dániel       |                  |                    |                      |                |
| Pszichológus              | Póyán Edina       |                  |                    |                      |                |
| Szertáros                 | Pandur Róbert     |                  |                    |                      |                |

## Híres labdarúgók
* a félkövérrel írt játékosok rendelkeznek felnőtt válogatottsággal.
| - Andrusch József - Bárányos Zsolt - Bicskei Bertalan - Biri János - Bozsik József - Budai László - Bodonyi Béla - Czibor Zoltán - Cseh András - Csehi Tibor - Csuhay József - Dajka László - Debreceni András - Délczeg Gergely - Détári Lajos - Disztl László - Disztl Péter - Esterházy Márton - Faragó Lajos | - Fodor Imre - Garaba Imre - Grosics Gyula - Gujdár Sándor - Gyimesi László - Hidi Patrik - Illés Béla - Kalocsay Géza - Kemenes Szabolcs - Komora Imre - Kocsis István - Kocsis Lajos - Kocsis Sándor - Kotász Antal - Kovács Kálmán - Kozma Mihály - Davide Lanzafame - Lóránt Gyula - Machos Ferenc | - Mészáros József - Nagy Antal (labdarúgó, 1944) - Nagy Antal - Adrian Negrău - Nemes József - Olajkár Károly - Orosz Ferenc - Palicskó Tibor - Páncsics Miklós - Paróczai Sándor - Petry Zsolt - Pintér Sándor - Pisont István - Plókai Attila - Puskás Ferenc - Pusztai László - Sallai Sándor | - Sikesdi Gábor - Sipos Ferenc - Szűcs Lajos - Tichy Lajos - Torghelle Sándor - Tóth Kálmán - Vadócz Krisztián - Varga József - Vécsei Bálint - Vincze István - Weimper István |

Külföldi válogatottak
| - Herdi Prenga - Naser Aliji - Đorđe Kamber - Emir Hadžić - Mayron George - Lukáš Zelenka - Abdul Kader Keïta - Abraham - Benjamin - Kandia Traoré - Zakaria Beglarisvili - Jean-Pierre Morgan | - Fousseni Bamba - Souleymane Youla - Igor Bogdanović - Hervé Tchami - Sadjo Haman - Edixon Perea - Dark Kadima Kabangu - Robert Warzycha - George Gebro - John Moses - Philip Tarlue - Mamadou Diakité | - Boubacar Traoré - Marko Simić - Almiro Lobo - Genito - Mano-Mano - Marito - Patricio Madzina - Akeem Latifu - Emeka Ezeugo - Harmony Ikande - Emiliano Bonazzoli - Aníbal Cesis Godoy | - Cristian Dulca - Florin Bătrânu - Ovidiu Lazăr - Alfi Conteh-Lacalle - Dragan Vukmir - Ayub Daud - Francis Koné - Änis Ben-Hatira - Kris Bright - Jesús Meza - Misheck Lungu |

## Érmesek

### Olimpiaiérmesek
A Kispest labdarúgó csapatának eddig 15 olimpiai érmese van. 10-en nyertek aranyat, 3-an ezüstöt és ketten pedig bronzérmet szereztek. Az 1952-es olimpián 6 játékos is ott volt a magyar keretben a Honvédból. Ők aranyérmet szereztek. 1960-ban Rómában ketten állhattak fel a dobogó harmadik fokára. Az 1964-es olimpián hárman utaztak el a Honvédból a magyar olimpiai válogatottal és ők is aranyéremmel térhettek haza. 1968-ban a mexikói olimpián már csak egy játékost adott a válogatott számára a csapat. Ez az egy Kocsis Lajos volt, aki mindmáig az utolsó olimpiai aranyérmese a Kispestnek. Négy évvel később Kocsis Lajos szintén ott volt a müncheni olimpián, két Honvédos társával együtt. Ők hárman akkor ezüstéremmel térhettek haza.
- Aranyérmesek: Bozsik József, Budai László, Grosics Gyula, Kocsis Sándor, Lóránt Gyula, Puskás Ferenc, Katona Sándor, Komora Imre, Nógrádi Ferenc, Kocsis Lajos
- Ezüstérmesek: Kocsis Lajos, Kozma Mihály, Szűcs Lajos
- Bronzérmes: Dudás Zoltán, Faragó Lajos

### Világbajnokiérmesek
A Kispestnek hét világbajnoki érmese van. Mind a hét érmes játékos az 1954-es svájci világbajnokságon szerepelt a magyar csapatban. A magyarok a B jelű csoportban kaptak helyet. Az első mérkőzésen kiütöttük Dél-Korea csapatát. Kocsis 3, Puskás 2, Czibor meg 1 gólt szerzett. A második mérkőzésen a magyarok NSZK válogatottját ütötték ki 8-3-ra. Kocsis Sándor 4-szer vette be az ellenfél kapuját, míg Puskás Ferenc egy gólt lőtt. Következett a negyeddöntő ahol a magyar válogatott a brazilokkal játszott. Kocsis két góljának is köszönhetően nyertünk 4-2-re. Az elődöntőben a kétszeres világbajnok Uruguay válogatottja várta a mieinket, és hosszabbításban 4-2-re felülmúlta a dél-amerikaiakat. Kocsis két gólt rúgott, Czibor egyet.
| „                               | Szerintem egyetlen csapat sem tudott eddig Uruguay stílusában veszíteni. A magyarokat nem érhette nagyobb sportmegtiszteltetés annál, hogy ezt a tizenegy sportolót sikerült legyőzniük. | ” |
| – mondta Bozsik a mérkőzés után | |   |

Következett a várva várt döntő napja, amit Bernben rendeztek, a Wankdorf Stadionban, 60 000 néző előtt, 1954. július 4-én, 17 órakor. Az ellenfél a korábbi csoportellenfél, NSZK válogatottja volt. Puskás és Czibor góljával gyorsan vezetést szereztek de a nyugatnémetek, előbb Morlock góljával szépítettek, majd Helmut Rahn gólja következett amivel a félidőben 2-2-re álltak a csapatok. A második félidő aránylag kiegyenlített volt de Rahn 2. góljával, nagy meglepetésre fordítottak a nyugatnémetek és a magyar válogatott így ezüstérmet szerzett a tornán. A Kispestből Kocsis Sándor 11 góljával gólkirály lett, Puskás Ferenc 4 góljával holtversenyben a harmadik lett a góllövőlistán. Czibor Zoltán 3 góllal zárta a világbajnokságot. Pályára lépett még a Kispestből Bozsik József, Budai László, Grosics Gyula és Lóránt Gyula.
- Ezüstérmesek: Bozsik József, Budai László, Czibor Zoltán, Grosics Gyula, Kocsis Sándor, Lóránt Gyula, Puskás Ferenc

### Európa-bajnokiérmesek
A Kispestnek két európa-bajnoki bronzérmese van. Mindkét játékos az 1964-es Európa-bajnokságon szerezte az érmét.
- Bronzérmesek: Komora Imre, Tichy Lajos

## Bajnoki múltja
A Honvéd összes eddigi eredménye, amit elért a magyar labdarúgó-bajnokság első osztályában.
| Jelmagyarázat | Jelmagyarázat      |
| ------------- | ------------------ |
|               | Aranyérem          |
|               | Ezüstérem          |
|               | Bronzérem          |
|               | Kiesés az NB II-be |

| Idény          | Helyezés | Név            | M  | Gy | D  | V  | RG  | KG |
| -------------- | -------- | -------------- | -- | -- | -- | -- | --- | -- |
| 1916-17        | 11.      | Kispesti AC    | 22 | 5  | 4  | 13 | 22  | 57 |
| 1917-18        | 11.      | Kispesti AC    | 22 | 2  | 8  | 12 | 26  | 48 |
| 1918-19        | 8.       | Kispesti AC    | 22 | 8  | 1  | 13 | 27  | 52 |
| 1919-20        | 2.       | Kispesti AC    | 28 | 19 | 5  | 4  | 52  | 21 |
| 1920-21        | 7.       | Kispesti AC    | 24 | 5  | 11 | 8  | 24  | 28 |
| 1921-22        | 10.      | Kispesti AC    | 22 | 2  | 10 | 10 | 15  | 36 |
| 1922-23        | 10.      | Kispesti AC    | 22 | 3  | 9  | 10 | 15  | 28 |
| 1923-24        | 10.      | Kispesti AC    | 22 | 5  | 8  | 9  | 18  | 33 |
| 1924-25        | 8.       | Kispesti AC    | 22 | 6  | 7  | 9  | 20  | 28 |
| 1925-26        | 6.       | Kispesti AC    | 22 | 8  | 5  | 9  | 47  | 51 |
| 1926-27        | 9.       | Kispesti FC    | 18 | 3  | 7  | 8  | 24  | 37 |
| 1927-28        | 9.       | Kispesti FC    | 22 | 6  | 3  | 13 | 39  | 61 |
| 1928-29        | 9.       | Kispesti FC    | 22 | 5  | 6  | 11 | 27  | 48 |
| 1929-30        | 6.       | Kispesti FC    | 22 | 6  | 7  | 9  | 21  | 39 |
| 1930-31        | 10.      | Kispesti FC    | 22 | 6  | 4  | 12 | 40  | 55 |
| 1931-32        | 9.       | Kispesti FC    | 22 | 4  | 6  | 12 | 29  | 54 |
| 1932-33        | 7.       | Kispesti FC    | 22 | 6  | 7  | 9  | 40  | 55 |
| 1933-34        | 6.       | Kispesti FC    | 22 | 7  | 5  | 10 | 43  | 50 |
| 1934-35        | 5.       | Kispesti FC    | 22 | 8  | 7  | 7  | 41  | 50 |
| 1935-36        | 5.       | Kispesti FC    | 26 | 12 | 5  | 9  | 60  | 56 |
| 1936-37        | 10.      | Kispesti FC    | 26 | 8  | 5  | 13 | 62  | 78 |
| 1937-38        | 4.       | Kispesti FC    | 26 | 15 | 1  | 10 | 72  | 59 |
| 1938-39        | 4.       | Kispesti FC    | 26 | 15 | 4  | 7  | 62  | 42 |
| 1939-40        | 5.       | Kispesti FC    | 26 | 14 | 5  | 7  | 70  | 41 |
| 1940-41        | 10.      | Kispesti FC    | 26 | 9  | 4  | 13 | 56  | 68 |
| 1941-42        | 11.      | Kispest FC     | 30 | 12 | 3  | 15 | 67  | 89 |
| 1942-43        | 9.       | Kispesti FC    | 30 | 10 | 6  | 14 | 55  | 63 |
| 1943-44        | 10.      | Kispesti FC    | 30 | 11 | 6  | 13 | 66  | 64 |
| 1944-451       | -        | Kispesti FC    | 2  | 1  | 0  | 1  | 7   | 2  |
| 1944 ősz       | 10.      | Kispesti FC    | 10 | 3  | 0  | 8  | 27  | 33 |
| 1945 tavasz    | 4.       | Kispesti AC    | 22 | 14 | 2  | 6  | 74  | 55 |
| 1945-46        | 9.       | Kispesti AC    | 44 | 18 | 7  | 19 | 105 | 94 |
| 1946-47        | 2.       | Kispesti AC    | 30 | 17 | 7  | 6  | 77  | 37 |
| 1947-48        | 4.       | Kispesti AC    | 32 | 21 | 6  | 5  | 82  | 42 |
| 1948-49        | 3.       | Kispesti AC    | 30 | 19 | 3  | 8  | 94  | 46 |
| 1949-50        | 1.       | Bp. Honvéd     | 30 | 23 | 4  | 3  | 84  | 29 |
| 1950 ősz       | 1.       | Bp. Honvéd     | 15 | 13 | 1  | 1  | 67  | 16 |
| 1951           | 2.       | Bp. Honvéd     | 26 | 18 | 6  | 2  | 83  | 26 |
| 1952           | 1.       | Bp. Honvéd     | 26 | 21 | 5  | 0  | 88  | 21 |
| 1953           | 2.       | Bp. Honvéd     | 26 | 22 | 2  | 2  | 92  | 28 |
| 1954           | 1.       | Bp. Honvéd     | 26 | 19 | 2  | 5  | 100 | 43 |
| 1955           | 1.       | Bp. Honvéd     | 26 | 20 | 5  | 1  | 99  | 47 |
| 19562          | -        | Bp. Honvéd     | 21 | 13 | 3  | 5  | 52  | 29 |
| 1957 tavasz    | 11.      | Bp. Honvéd     | 11 | 1  | 3  | 7  | 19  | 27 |
| 1957-58        | 2.       | Bp. Honvéd     | 26 | 14 | 6  | 6  | 53  | 30 |
| 1958-59        | 3.       | Bp. Honvéd     | 26 | 13 | 7  | 6  | 46  | 25 |
| 1959-60        | 7.       | Bp. Honvéd     | 26 | 9  | 7  | 10 | 48  | 44 |
| 1960-61        | 9.       | Bp. Honvéd     | 26 | 7  | 10 | 9  | 41  | 43 |
| 1961-62        | 7.       | Bp. Honvéd     | 26 | 10 | 6  | 10 | 43  | 39 |
| 1962-63        | 5.       | Bp. Honvéd     | 26 | 11 | 7  | 8  | 53  | 38 |
| 1963 ősz       | 2.       | Bp. Honvéd     | 13 | 7  | 3  | 3  | 30  | 12 |
| 1964           | 2.       | Bp. Honvéd     | 26 | 17 | 4  | 5  | 62  | 31 |
| 1965           | 4.       | Bp. Honvéd     | 26 | 12 | 6  | 7  | 47  | 30 |
| 1966           | 6.       | Bp. Honvéd     | 26 | 14 | 3  | 9  | 46  | 43 |
| 1967           | 6.       | Bp. Honvéd     | 30 | 9  | 10 | 11 | 46  | 49 |
| 1968           | 4.       | Bp. Honvéd     | 30 | 13 | 12 | 5  | 50  | 30 |
| 1969           | 2.       | Bp. Honvéd     | 30 | 18 | 8  | 4  | 66  | 28 |
| 1970 tavasz    | 3.       | Bp. Honvéd     | 16 | 10 | 2  | 4  | 32  | 11 |
| 1970-71        | 4.       | Bp. Honvéd     | 30 | 14 | 8  | 8  | 54  | 37 |
| 1971-72        | 2.       | Bp. Honvéd     | 30 | 16 | 7  | 7  | 51  | 26 |
| 1972-73        | 4.       | Bp. Honvéd     | 30 | 12 | 11 | 7  | 60  | 37 |
| 1973-74        | 6.       | Bp. Honvéd     | 30 | 14 | 6  | 10 | 54  | 36 |
| 1974-75        | 2.       | Bp. Honvéd     | 28 | 16 | 10 | 2  | 53  | 21 |
| 1975-76        | 4.       | Bp. Honvéd     | 30 | 14 | 8  | 8  | 47  | 32 |
| 1976-77        | 4.       | Bp. Honvéd     | 34 | 19 | 8  | 7  | 62  | 43 |
| 1977-78        | 2.       | Bp. Honvéd     | 34 | 22 | 6  | 6  | 67  | 22 |
| 1978-79        | 5.       | Bp. Honvéd     | 34 | 16 | 9  | 9  | 57  | 39 |
| 1979-80        | 1.       | Bp. Honvéd     | 34 | 19 | 10 | 5  | 67  | 38 |
| 1980-81        | 5.       | Bp. Honvéd     | 34 | 15 | 12 | 7  | 56  | 36 |
| 1981-82        | 6.       | Bp. Honvéd     | 34 | 15 | 9  | 10 | 54  | 40 |
| 1982-83        | 3.       | Bp. Honvéd     | 30 | 17 | 8  | 5  | 57  | 33 |
| 1983-84        | 1.       | Bp. Honvéd     | 30 | 19 | 6  | 5  | 63  | 24 |
| 1984-85        | 1.       | Bp. Honvéd     | 30 | 20 | 6  | 4  | 63  | 25 |
| 1985-86        | 1.       | Bp. Honvéd     | 30 | 17 | 11 | 2  | 63  | 29 |
| 1986-87        | 4.       | Bp. Honvéd     | 30 | 15 | 5  | 10 | 47  | 39 |
| 1987-88        | 1.       | Bp. Honvéd     | 30 | 17 | 7  | 6  | 48  | 23 |
| 1988-893       | 1.       | Bp. Honvéd     | 30 | 16 | 7  | 7  | 44  | 28 |
| 1989-90        | 13.      | Bp. Honvéd     | 30 | 9  | 8  | 13 | 31  | 39 |
| 1990-91        | 1.       | Bp. Honvéd     | 30 | 19 | 7  | 4  | 50  | 20 |
| 1991-92        | 3.       | Kispest-Honvéd | 30 | 19 | 4  | 7  | 61  | 27 |
| 1992-93        | 1.       | Kispest-Honvéd | 30 | 19 | 5  | 6  | 59  | 28 |
| 1993-94        | 2.       | Kispest-Honvéd | 30 | 18 | 7  | 5  | 66  | 33 |
| 1994-95        | 4.       | Kispest-Honvéd | 30 | 14 | 6  | 10 | 60  | 42 |
| 1995-96        | 6.       | Kispest-Honvéd | 30 | 12 | 10 | 8  | 49  | 35 |
| 1996-97        | 7.       | Kispest-Honvéd | 34 | 12 | 9  | 13 | 42  | 44 |
| 1997-98        | 14.      | Kispest-Honvéd | 34 | 10 | 6  | 18 | 41  | 57 |
| 1998-99        | 12.      | Kispest-Honvéd | 34 | 11 | 9  | 14 | 38  | 50 |
| 1999-00        | 12.      | Kispest-Honvéd | 32 | 10 | 9  | 13 | 27  | 39 |
| 2000-01        | 6.       | Kispest-Honvéd | 36 | 12 | 12 | 12 | 51  | 51 |
| 2001-02        | 7.       | Kispest-Honvéd | 38 | 12 | 11 | 15 | 51  | 70 |
| 2002-03        | 11.      | Kispest-Honvéd | 32 | 8  | 5  | 19 | 43  | 66 |
| 2003-04 NB II. | 1.       | Bp. Honvéd     | 34 | 23 | 6  | 5  | 75  | 24 |
| 2004-05        | 11.      | Bp. Honvéd     | 30 | 10 | 5  | 15 | 37  | 58 |
| 2005-06        | 13.      | Bp. Honvéd     | 30 | 8  | 9  | 13 | 33  | 52 |
| 2006-07        | 8.       | Bp. Honvéd     | 30 | 11 | 8  | 11 | 48  | 43 |
| 2007-08        | 8.       | Bp. Honvéd     | 30 | 12 | 7  | 11 | 45  | 36 |
| 2008-09        | 13.      | Bp. Honvéd     | 30 | 8  | 8  | 14 | 31  | 46 |
| 2009-10        | 9.       | Bp. Honvéd     | 30 | 9  | 11 | 10 | 38  | 35 |
| 2010-11        | 10.      | Bp. Honvéd     | 30 | 11 | 7  | 12 | 36  | 39 |
| 2011-12        | 4.       | Bp. Honvéd     | 30 | 13 | 7  | 10 | 48  | 40 |
| 2012-13        | 3.       | Bp. Honvéd     | 30 | 15 | 7  | 8  | 50  | 36 |
| 2013-14        | 9.       | Bp. Honvéd     | 30 | 10 | 6  | 14 | 37  | 39 |
| 2014-15        | 13.      | Bp. Honvéd     | 30 | 6  | 10 | 14 | 26  | 36 |
| 2015-16        | 8.       | Bp. Honvéd     | 33 | 12 | 7  | 14 | 40  | 39 |
| 2016-17        | 1.       | Bp. Honvéd     | 33 | 20 | 5  | 8  | 55  | 30 |
| 2017-18        | 4.       | Bp. Honvéd     | 33 | 13 | 8  | 12 | 50  | 53 |
| 2018-19        | 4.       | Bp. Honvéd     | 33 | 13 | 10 | 10 | 46  | 38 |
| 2019-20        | 5.       | Bp. Honvéd     | 33 | 12 | 8  | 13 | 36  | 44 |
| 2020-21        | 10.      | Bp. Honvéd     | 33 | 9  | 10 | 14 | 46  | 48 |
| 2021-22        | 9.       | Bp. Honvéd     | 33 | 10 | 8  | 15 | 48  | 51 |
| 2022–23        | 11.      | Bp.Honvéd      | 33 | 8  | 9  | 16 | 34  | 51 |

1 Az 1944-45-ös bajnokságból csak néhány mérkőzés került lejátszásra.
2 Az 1956-os bajnokságot az 1956-os forradalom miatt nem tudták befejezni. 22 forduló után, 21 lejátszott mérkőzésén szerzett pontjaival a Bp. Honvéd vezette a tabellát, ám a vesztett pontokat nézve a Bp. Vörös Lobogó is esélyes lehetett volna a bajnoki címre.
3 Az 1988-89-es bajnokságban a döntetlenül végződött mérkőzések után büntetőket lőttek a csapatok. A párbaj győztese 2, a vesztese 1 pontot kapott. A Bp. Honvéd hét döntetlent játszott, ebből hatnál szerezte meg a két pontot.

## Statisztikák

### A Kispest összes eddigi gólkirálya
| GÓLKIRÁLYOK | GÓLKIRÁLYOK      | GÓLKIRÁLYOK |
| ----------- | ---------------- | ----------- |
| Idény       | Név              | Gól         |
| 1947/48     | Puskás Ferenc    | 50          |
| 1949/50     | Puskás Ferenc    | 31          |
| 1950 ősz    | Puskás Ferenc    | 25          |
| 1951        | Kocsis Sándor    | 30          |
| 1952        | Kocsis Sándor    | 36          |
| 1953        | Puskás Ferenc    | 27          |
| 1954        | Kocsis Sándor    | 33          |
| 1955        | Machos Ferenc    | 20          |
| 1955        | Czibor Zoltán    | 20          |
| 1958/59     | Tichy Lajos1     | 15          |
| 1960/61     | Tichy Lajos1     | 21          |
| 1961/62     | Tichy Lajos      | 23          |
| 1963        | Tichy Lajos      | 13          |
| 1964        | Tichy Lajos      | 28          |
| 1970/71     | Kozma Mihály     | 25          |
| 1973/74     | Kozma Mihály     | 27          |
| 1974/75     | Kozma Mihály1    | 20          |
| 1984/85     | Détári Lajos1    | 18          |
| 1985/86     | Détári Lajos     | 27          |
| 1986/87     | Détári Lajos     | 19          |
| 1990/91     | Gregor József    | 15          |
| 1993/94     | Illés Béla       | 17          |
| 2016/17     | Eppel Márton     | 16          |
| 2017/18     | Davide Lanzafame | 18          |
| 2018/19     | Holender Filip1  | 16          |

| #   | Játékos        | Meccs |
| --- | -------------- | ----- |
| 1.  | Bozsik József  | 447   |
| 2.  | Puskás Ferenc  | 349   |
| 3.  | Kozma Mihály   | 342   |
| 4.  | Tichy Lajos    | 320   |
| 5.  | Nemes József   | 319   |
| 6.  | Pál József     | 318   |
| 7.  | Bányai Nándor  | 306   |
| 8.  | Gyimesi László | 291   |
| 9.  | Varga József   | 284   |
| 10. | Bodonyi Béla   | 281   |

| #   | Játékos         | Gól |
| --- | --------------- | --- |
| 1.  | Puskás Ferenc   | 358 |
| 2.  | Tichy Lajos     | 247 |
| 3.  | Kozma Mihály    | 219 |
| 4.  | Nemes József    | 214 |
| 5.  | Kocsis Sándor   | 177 |
| 6.  | Mészáros József | 112 |
| 7.  | Kocsis Lajos    | 93  |
| 8.  | Serényi Imre    | 89  |
| 9.  | Bodonyi Béla    | 80  |
| 10. | Pisont István   | 77  |
| 11. | Weimper István  | 75  |

## Edzők 1935-től napjainkig
A táblázat csak a bajnoki mérkőzések eredményeit tartalmazza. A százalékos mutató a kétpontos rendszerben (győzelem: 2, döntetlen: 1 pont) begyűjthető pontok arányát tartalmazza.
| Évad      | Nemzet      | Edző                                              | Mérkőzés | Győzelem | Döntetlen | Vereség | Rúgott gól | Kapott gól | Százalék |
| --------- | ----------- | ------------------------------------------------- | -------- | -------- | --------- | ------- | ---------- | ---------- | -------- |
| 1935–37   | Magyar      | Stalmach Béla                                     |          |          |           |         |            |            |          |
| 1937–42   | Magyar      | Id. Puskás Ferenc                                 |          |          |           |         |            |            |          |
| 1942–43   | Magyar      | Titkos Pál                                        |          |          |           |         |            |            |          |
| 1944      | Magyar      | Szokodi István                                    |          |          |           |         |            |            |          |
| 1945–47   | Magyar      | Id. Puskás Ferenc                                 | 104      |          |           |         |            |            |          |
| 1947–48   | Magyar      | Guttmann Béla                                     | 24       |          |           |         |            |            |          |
| 1948–51   | Magyar      | Id. Puskás Ferenc                                 | 93       |          |           |         |            |            |          |
| gyűjtő    | Magyar      | Id. Puskás Ferenc összesen                        | 197      |          |           |         |            |            |          |
| 1952–56   | Magyar      | Kalmár Jenő                                       | 125      |          |           |         |            |            |          |
| 1957      | Magyar      | Kiss Gábor                                        | 11       |          |           |         |            |            |          |
| 1957–60   | Magyar      | Sós Károly                                        | 69       |          |           |         |            |            |          |
| 1960–62   | Magyar      | Babolcsay György                                  | 61       |          |           |         |            |            |          |
| 1962–63   | Magyar      | Lóránt Gyula                                      | 18       |          |           |         |            |            |          |
| 1963      | Magyar      | Bányai Nándor                                     | 8        | 3        | 2         | 3       | 14         | 15         | 50,00%   |
| 1963–65   | Magyar      | Kispéter Mihály                                   | 65       |          |           |         |            |            |          |
| 1966–67   | Magyar      | Bozsik József                                     | 47       | 21       | 8         | 18      | 81         | 76         | 53,19%   |
| 1967      | Magyar      | Babolcsay György                                  | 9        |          |           |         |            |            |          |
| 1968–71   | Magyar      | Preiner Kálmán                                    | 94       |          |           |         |            |            |          |
| 1971      | Magyar      | Babolcsay György                                  | 9        |          |           |         |            |            |          |
| gyűjtő    | Magyar      | Babolcsay György összesen                         | 73       | 21       | 26        | 26      | 111        | 118        | 46,57%   |
| 1971–73   | Magyar      | Mészáros József                                   | 61       |          |           |         |            |            |          |
| 1973–74   | Magyar      | Faragó Lajos                                      | 23       |          |           |         |            |            |          |
| 1974–76   | Magyar      | Lakat Károly                                      | 68       | 35       | 20        | 13      | 114        | 67         | 66,18%   |
| 1976–82   | Magyar      | Tichy Lajos                                       | 193      | 101      | 51        | 41      | 349        | 204        | 65,54%   |
| 1982–86   | Magyar      | Komora Imre                                       | 120      | 73       | 32        | 15      | 246        | 111        | 74,17%   |
| 1986      | Magyar      | Vági István                                       | 15       | 6        | 4         | 5       | 22         | 23         | 53,33%   |
| 1987      | Magyar      | Komora Imre                                       | 15       | 9        | 1         | 5       | 25         | 16         | 63,33%   |
| 1987–88   | Magyar      | Bicskei Bertalan                                  | 45       | 24       | 11        | 10      | 67         | 35         | 65,56%   |
| 1989      | Magyar      | Both József                                       | 31       | 14       | 7         | 10      | 41         | 35         | 56,45%   |
| 1990      | Magyar      | Haász Sándor                                      | 14       | 4        | 4         | 6       | 14         | 20         | 42,86%   |
| 1990–92   | Magyar      | Mezey György                                      | 60       | 38       | 11        | 11      | 111        | 47         | 72,50%   |
| 1992      | Magyar      | Verebes József                                    | 8        | 3        | 2         | 3       | 12         | 11         | 50,00%   |
| 1992      | Magyar      | Szurgent Lajos                                    | 1        | 1        | 0         | 0       | 2          | 1          | 100,00%  |
| 1992–94   | Finn        | Martti Kuusela                                    | 40       | 24       | 8         | 8       | 85         | 43         | 70,00%   |
| 1994      | Jugoszlávia | Dimitrije Davidovics                              | 26       | 18       | 4         | 4       | 60         | 24         | 76,92%   |
| 1995      | Magyar      | Kozma Mihály                                      | 7        | 2        | 1         | 4       | 10         | 13         | 35,71%   |
| 1995–96   | Magyar      | Török Péter                                       | 46       | 18       | 15        | 13      | 77         | 60         | 55,43%   |
| 1996–97   | Magyar      | Bicskei Bertalan                                  | 26       | 9        | 7         | 10      | 30         | 30         | 48,08%   |
| gyűjtő    | Magyar      | Bicskei Bertalan összesen                         | 71       | 33       | 18        | 20      | 107        | 65         | 59,15%   |
| 1997      | Magyar      | Krémer Károly                                     | 4        | 1        | 0         | 3       | 4          | 12         | 25,00%   |
| 1997      | Magyar      | Varga Zoltán                                      | 5        | 0        | 0         | 5       | 3          | 11         | 0,00%    |
| 1997–98   | Magyar      | Komora Imre                                       | 25       | 9        | 6         | 10      | 34         | 34         | 48,00%   |
| 1998–99   | Magyar      | Gálhidi György                                    | 34       | 11       | 9         | 14      | 38         | 50         | 45,59%   |
| 1999      | Magyar      | Komora Imre                                       | 4        | 1        | 1         | 2       | 2          | 4          | 37,50%   |
| gyűjtő    | magyar      | Komora Imre összesen                              | 164      | 92       | 40        | 32      | 307        | 165        | 68,29%   |
| 1999–00   | Magyar      | Reszeli Soós István                               | 29       | 9        | 9         | 11      | 26         | 36         | 46,55%   |
| 2000–01   | Magyar      | Tornyi Barnabás                                   | 24       | 8        | 8         | 8       | 40         | 37         | 50,00%   |
| 2001      | Magyar      | Szurgent Lajos                                    | 20       | 6        | 5         | 9       | 20         | 36         | 42,50%   |
| 2001      | Magyar      | Glázer Róbert                                     | 14       | 5        | 4         | 5       | 21         | 19         | 50,00%   |
| 2002      | Magyar      | Szurgent Lajos                                    | 5        | 2        | 0         | 3       | 7          | 8          | 40,00%   |
| 2002      | Román       | Ioan Pătraşcu                                     | 7        | 1        | 1         | 5       | 11         | 19         | 21,43%   |
| 2002      | Magyar      | Fitos József                                      | 5        | 0        | 2         | 3       | 4          | 13         | 20,00%   |
| 2002      | Magyar      | Détári Lajos                                      | 16       | 5        | 6         | 5       | 21         | 29         | 50,00%   |
| 2003      | Magyar      | Őze Tibor                                         | 6        | 1        | 0         | 5       | 6          | 14         | 16,67%   |
| 2003      | Magyar      | Duró József                                       | 9        | 4        | 2         | 3       | 15         | 12         | 55,56%   |
| 2003–04   | Magyar      | Gálhidi György (NB II)                            | 34       | 23       | 6         | 5       | 75         | 24         | 76,47%   |
| 2004      | Magyar      | Gálhidi György (NB I)                             | 2        | 0        | 0         | 2       | 2          | 5          | 0,00%    |
| gyűjtő    | magyar      | Gálhidi György összesen                           | 70       | 34       | 15        | 21      | 115        | 79         | 59,29%   |
| 2004      | Magyar      | Bognár György                                     | 13       | 6        | 2         | 5       | 22         | 28         | 53,85%   |
| 2005      | Magyar      | Gergely Károly                                    | 9        | 2        | 3         | 4       | 5          | 10         | 38,89%   |
| 2005      | Magyar      | Szurgent Lajos                                    | 6        | 2        | 0         | 4       | 8          | 15         | 33,33%   |
| gyűjtő    | magyar      | Szurgent Lajos összesen                           | 32       | 11       | 5         | 16      | 37         | 60         | 42,19%   |
| 2005–06   | Olasz       | Aldo Dolcetti                                     | 39       | 11       | 11        | 17      | 47         | 68         | 42,31%   |
| 2006–08   | Magyar      | Supka Attila                                      | 49       | 19       | 13        | 17      | 75         | 59         | 52,04%   |
| 2008      | Magyar      | Vass László                                       | 1        | 0        | 0         | 1       | 0          | 3          | 0,00%    |
| 2008      | Magyar      | Borgulya István                                   | 1        | 1        | 0         | 0       | 4          | 1          | 100,00%  |
| 2008–09   | Magyar      | Pölöskei Gábor                                    | 16       | 5        | 4         | 7       | 23         | 28         | 43,75%   |
| 2009      | Magyar      | Sisa Tibor                                        | 25       | 5        | 7         | 13      | 21         | 37         | 34%      |
| 2009–10   | Olasz       | Massimo Morales                                   | 33       | 13       | 11        | 9       | 44         | 33         | 56,06%   |
| 2010      | magyar      | Szalai László, Gabala Krisztián (megbízott edzők) | 2        | 0        | 1         | 1       | 0          | 1          | 25%      |
| 2011–12   | magyar      | Supka Attila                                      | 44       | 18       | 10        | 16      | 65         | 61         | 52,27%   |
| 2012–14   | Olasz       | Marco Rossi                                       | 56       | 24       | 13        | 19      | 83         | 68         | 54,46%   |
| 2014      | magyar      | Simon Miklós (megbízott edző)                     | 4        | 1        | 0         | 3       | 5          | 7          | 25%      |
| 2014      | ITA         | Pietro Vierchowod                                 | 10       | 3        | 1         | 6       | 9          | 14         | 33%      |
| 2014      | NED         | Jasper Adrianus de Muijnck (megbízott edző)       | 2        | 0        | 1         | 1       | 0          | 1          | 25%      |
| 2014–15   | HUN         | Csábi József                                      | 5        | 0        | 2         | 3       | 3          | 7          | 20%      |
| 2015–17   | Olasz       | Marco Rossi                                       | 79       | 35       | 18        | 26      | 109        | 83         | 51,9%    |
| gyűjtő    | Olasz       | Marco Rossi összesen                              | 135      | 59       | 31        | 45      | 192        | 151        | 55,18%   |
| 2017      | Holland     | Erik van der Meer                                 | 19       | 8        | 4         | 7       | 31         | 30         | 52,63%   |
| 2017–19   | magyar      | Supka Attila                                      | 47       | 18       | 14        | 15      | 65         | 61         | 52,08%   |
| gyűjtő    | magyar      | Supka Attila összesen                             | 139      | 54       | 37        | 48      | 202        | 181        | 52,15%   |
| 2019–20   | olasz       | Giuseppe Sannino                                  | 25       | 9        | 7         | 9       | 25         | 32         | 50%      |
| 2020      | magyar      | Pisont István                                     | 8        | 3        | 1         | 4       | 11         | 12         | 43,75%   |
| 2020      | magyar      | Bódog Tamás                                       | 12       | 2        | 4         | 6       | 16         | 19         | 33,33%   |
| 2020-21   | magyar      | Pisont István                                     | 9        | 3        | 3         | 3       | 16         | 13         | 50%      |
| gyűjtő    | magyar      | Pisont István összesen                            | 17       | 6        | 4         | 7       | 27         | 25         | 47,05%   |
| 2021–2022 | magyar      | Horváth Ferenc                                    | 30       | 10       | 5         | 15      | 44         | 45         | 38,88%   |
| 2022      | szerbia     | Nebojsa Vignjevic                                 | 15       | 4        | 6         | 5       | 18         | 18         | 40%      |
| 2022-23   | skót        | Tam Courts                                        | 12       | 3        | 4         | 5       | 14         | 19         | 36,11%   |
| 2022-23   |             |                                                   |          |          |           |         |            |            |          |

## Mezek

### Jelenlegi mezek
| 2019/20 hazai mez | 2017/18 vendég mez |

A Bp. Honvéd által a 2010/11-es bajnokságban használt mezek:
| 2010/11 hazai mez | 2010/11 vendég mez |

### Korábbi mezek
| 2009/10 hazai mez | 2009/10 vendég mez | 2008/09 hazai mez |  |

### Visszavonultatott mezszámok
10 –  Puskás Ferenc, csatár (1939–1956), (visszavonultatva: 2000. július óta1)
1 A tízes mezt utoljára Dubecz János viselte mérkőzésen a Honvéd színeiben.

## Szurkolók
Már az 1920-as évekből vannak feljegyzések, miszerint azért kellett elvinni semleges pályára egy meccset, mert az ellenfél nem akart a hangos, lelkes kispesti közönség előtt játszani, mert ezzel akár befolyásolni tudták a bírót. A rendszerváltás idején végzett statisztikai elemzések szerint a Honvéd szurkoló tábora volt a negyedik legnagyobb Magyarországon. A csapatnak napjainkban körülbelül 80-90 000 szurkolója van és ezzel a magyar klubok között az 5-7. helyre sorolható.
Magyarország első ultra csoportja a kispesti Ultra Red Boys, mely 1991 novemberében alakult meg. Érdekesség, hogy mikor a csapat nem mutatott jó teljesítményt, de a szurkolótábor az nem fogyatkozott ezzel párhuzamosan. 2005-ben szurkolók és a klub volt játékosai megalapították a Kispesti Labdarúgásért Támogató Egyesületet. Ez a szervezet a kispesti labdarúgás támogatását, a klub szimpatizánsainak és szurkolói csoportjainak összefogását tűzte ki fő céljának. 2014-ben egyedi módon a klubtól függetlenül létrehozták a Kispesti Futball Házat, ahol állandó kiállítás formájában megtekinthető a Budapest Honvéd FC és jogelődjeinek sporttörténeti gyűjteménye.
A Kispest szurkolói szoros barátságot ápolnak a Szombathelyi Haladás, a Szeged, illetve a Kecskemét fanatikusaival, ugyanakkor nem szimpatizálnak a Ferencváros, Újpest, Vasas, illetve vidéki csapatok közül a Zalaegerszeg, a Puskás Akadémia és a Videoton szurkolóival. Külföldi csapatok közül az olasz Chiogga és a lengyel Widzew Lódz szurkolóival van szoros baráti kötelékük.
Szurkolói csoportok:
- Ultra Red Boys (1991–)[33]

A csoport 1991-ben alakult, Magyarországon elsőként. Már az elején úgy határoztak, hogy nem akarnak mindenáron nagy létszámú csoportot, kb. 10-15 fő volt a létszám, és hasonló a helyzet napjainkban is. Úgy próbáltak működni, mint bármely másik ultra csoport, és a fejlődés időről időre tapasztalható is volt. Bár a nagy magyar csoportalapítási láznak köszönhetően egy kis törés mutatkozott, rövidesen helyreállt a rend és azóta tulajdonképpen változatlan összeállításban látogatják a stadionokat.
- KHO (2003–)[34]

A csoport 2003 márciusában alakult 10 fővel. A KHO névkombináció egyrészt jelenti az alakulás körülményeit, hiszen olyan Kispest-szurkolók hívták életre a csoportot, akik egy internetes chatszobában ismerkedtek meg. A KHO mozaikszó a Kispest Honvéd Online rövidítést takarja. A KHO nem ultra csoport. Ugyanakkor a többi ultra csoporttal együttműködik, székhelyük is az Északi Kanyar. Az elmúlt években a Kispest összes külföldi fellépésén megjelentek, és elmondható, hogy 2003 óta nem rendeztek olyan Kispest-meccset ahol ne képviseltették volna magukat.
- Havanna (?- )
- Kispest City (2004–)
- Nuova Guardia (1997–)[35]
- Szelídek (1995–2004)
- Szövetség (2004–)
- Corleone (?- )
- Myrmidons (2007–2010) Fiatal Kispesti érzelmű srácok.

Ismert Honvéd szurkolók:
- Harsányi Levente[36]
- Kalapács József
- Zenthe Ferenc[36]
- Rózsa György[36]
- Szijjártó Péter[36]
- Rekop György[37]
- Somogyi András[38]
- Zsiga-Kárpát Dániel[39]
- Benedek Szabolcs

## Stadion
A Kispesti AC első sporttelepe a Sárkány utca végén épült. A telket a város adományozta, a sporttelepet a kispesti kisiparosok és kereskedők, elsősorban Polacsek Ferenc szállodatulajdonos és Herbacsek Ferenc fakereskedő hathatós anyagi segítségével építették fel. A létesítményt 1913-ban adták át, melyet az ellenfelek találóan sárkánybarlang becenéven emlegettek. Az első modernizálási beruházásra 1927-ben került sor, azonban a falelátó és az épületek 1934-ben leégtek.
1938. január 2-án vasárnap avatták fel a Kispesti AC új sporttelepét jelenlegi helyén. Az új aréna 8000 néző befogadására volt alkalmas, 5000 ülő- és 3000 állóhellyel rendelkezett. Az öltözők már korszerűek voltak, hideg-meleg vizes tisztálkodási lehetőséggel.
1939. február 12-ére a tribünt kibővítették, a pályát már gyepszőnyeg borította. A felújítás után 1955-ben bővítés és átalakítás következett. A mindenkori nézőcsúcs is ez időben született 1957. 08. 24-én a Bp. Honvéd - Tatabányai Bányász 1:2 mérkőzést 30 000 néző látta.
1967. május 20-án a Szombathelyi Haladás elleni barátságos labdarúgó-mérkőzésen avatták fel a villanyvilágítást és az új, kibővített tribünt.
2006 szeptemberében a centerpálya új vízelvezető és automata-öntözőrendszert, valamint új gyepszőnyeget kapott, 5500 piros-fekete műanyag széket szereltek fel a korszerűsített lelátóra. Felújították a sajtóhelyet, kondicionáló termet építettek, a hangosítást, az eredményjelzőt és a megvilágosítást modernizálták.
Jelenleg 9500 befogadására alkalmas, 5500 ülő (fedett 1500) és 4000 állóhellyel.
A stadion 1986. október 1-je óta viseli a Bozsik Stadion nevet, névadója a magyar válogatottsági csúcstartó Bozsik József.
A stadionnak 2018.09.22-én volt a búcsúztatója. A stadion átépítés alatt van. 2019.02.21-én kezdték lebontani a régi Bozsik Stadiont. Ameddig az új épül, a kispestiek az MTK Stadionban fognak játszani.

## Szezonok
- A Budapest Honvéd FC 2004–2005-ös szezonja
- A Budapest Honvéd FC 2005–2006-os szezonja
- A Budapest Honvéd FC 2006–2007-es szezonja
- A Budapest Honvéd FC 2007–2008-as szezonja
- A Budapest Honvéd FC 2008–2009-es szezonja
- A Budapest Honvéd FC 2009–2010-es szezonja
- A Budapest Honvéd FC 2010–2011-es szezonja
- A Budapest Honvéd FC 2011–2012-es szezonja
- A Budapest Honvéd FC 2012–2013-as szezonja
- A Budapest Honvéd FC 2013–2014-es szezonja
- A Budapest Honvéd FC 2014–2015-ös szezonja
- A Budapest Honvéd FC 2015–2016-os szezonja
- A Budapest Honvéd FC 2016–2017-es szezonja
- A Budapest Honvéd FC 2017–2018-as szezonja
- A Budapest Honvéd FC 2018–2019-es szezonja
- A Budapest Honvéd FC 2019–2020-as szezonja
- A Budapest Honvéd FC 2020–2021-es szezonja
- A Budapest Honvéd FC 2021–2022-es szezonja
- A Budapest Honvéd FC 2022–2023-as szezonja